# 이스라엘-하마스 전쟁
이스라엘-하마스 전쟁 또는 가자 전쟁(Gaza war)은 가자 지구와 이스라엘에서 2023년 10월 7일부터 벌어진 전쟁으로 이스라엘-팔레스타인 분쟁과 가자-이스라엘 분쟁의 일부이다. 2023년 10월 7일, 하마스를 비롯한 팔레스타인 무장단체들이 이스라엘에 기습 공격을 감행하여 민간인 815명을 포함한 1,195명의 이스라엘인과 외국인이 사망했으며, 251명이 인질로 잡혔는데, 이는 이스라엘에 팔레스타인 수감자를 석방하도록 강요하려는 목적이었다. 뒤이어 시작된 이스라엘 공세 이후, 가자 지구의 팔레스타인인 61,000명 이상이 사망했으며, 그 중 절반가량이 여성과 어린이였고, 155,000명 이상이 부상당했다. 란셋의 연구에 따르면 2024년 6월까지 가자 지구에서 외상으로 인한 부상으로 64,260명이 사망한 것으로 추정되며, "간접적인" 사망을 포함할 경우 사망자 수가 더 많을 수 있다고 언급했다. 2025년 5월 기준, 외상으로 인한 사망자 수는 93,000명에 달한다.
가자 전쟁은 2008년~2009년, 2012년, 2014년, 그리고 2021년 충돌에 이어 발생했다. 이스라엘은 자국 영토에서 무장 세력을 제거한 후, 10월 27일 가자 지구를 폭격하고 침공했으며, 하마스 파괴와 인질 구출을 목표로 삼았다. 이스라엘 방위군은 2024년 5월부터 시작된 라파 공세, 칸유니스 주변에서 벌어진 세 차례의 전투, 2024년 10월부터 시작된 북가자 포위전 등 수많은 작전을 개시했으며, 가자 지구 안팎에서 하마스 지도자들을 암살했다. 2023년 11월의 일시 휴전은 결렬되었고, 2025년 1월의 두 번째 휴전은 2025년 3월 이스라엘의 기습 공격으로 끝났다.
이 전쟁은 가자 지구의 인도주의적 위기를 초래했다. 이스라엘의 가자 지구 봉쇄 강화로 인해 기본적인 생필품 공급이 중단되었으며, 2025년 7월 기준 현재 심각한 기아, 영양실조, 그리고 임박한 기근이 발생하고 있다. 2025년 초까지 이스라엘은 가자 지구에 전례 없는 파괴를 초래하여 많은 지역을 사람이 살 수 없는 곳으로 만들었다. 도시 전체를 황폐화시켰고, 병원(아동병원 포함), 종교 및 문화 유적지, 교육 시설, 농지, 그리고 묘지를 파괴했다. 가자 지구의 언론인, 보건 종사자, 구호 활동가 및 기타 시민 사회 구성원들은 구금, 고문, 살해당했다. 가자 지구의 팔레스타인인 230만 명 중 거의 모두가 강제 이주당했다. 분쟁이 절정에 달했을 때 10만 명 이상의 이스라엘인이 국내에서 이주했다. 첫날은 이스라엘 역사상 가장 치명적인 날이었고, 이 전쟁은 더 넓은 분쟁 속에서 팔레스타인인들에게 가장 치명적인 전쟁이다.
많은 인권 단체와 집단학살 연구 및 국제법 학자들은 이스라엘이 가자 지구에서 집단 학살을 저지르고 있다고 주장하지만, 일부는 이에 대해 이의를 제기한다. 전문가와 인권 단체는 이스라엘과 하마스 모두 전쟁 범죄를 저질렀다고 진술했다. 이스라엘이 가자 지구에서 집단 학살을 저질렀다는 사례는 국제사법재판소에서 검토 중이며, 국제형사재판소는 베냐민 네타냐후, 요아브 갈란트 및 모하메드 데이프에 대한 체포 영장을 발부했지만, 데이프는 사망했기 때문에 영장이 철회되었다. 고문과 성폭력은 팔레스타인 무장 단체와 이스라엘 군대에 의해 저질러졌다.
이스라엘은 미국으로부터 광범위한 군사 및 외교적 지원을 받았으며, 미국은 유엔 안전 보장 이사회의 여러 휴전 촉구 결의안에 거부권을 행사했다. 이 전쟁은 지역적으로 파급 효과를 일으켰으며, 여러 아랍 국가의 저항의 축 단체와 이란이 미국 및 이스라엘과 충돌했으며, 12일간의 이란-이스라엘 전쟁도 포함되었다. 이스라엘과 헤즈볼라 간의 1년 간의 충돌은 이스라엘의 레바논 침공, 진행 중인 이스라엘의 시리아 작전, 그리고 아사드 정권의 몰락에 기여했다. 이 전쟁은 전 세계적으로 휴전을 촉구하는 대규모 시위뿐만 아니라 반유대주의와 반팔레스타인 인종차별주의의 급증을 초래하며 상당한 지역적 및 국제적 파장을 계속해서 일으키고 있다.

## 이름
가자 전쟁은 다양한 이름으로 불린다. 이스라엘은 이를 "철검 전쟁"(히브리어: מלחמת חרבות ברזל)이라 부른다. 전쟁이 유대교의 명절인 심핫 토라에 시작되었기 때문에 "심핫 토라 전쟁"으로도 불리는데, 이는 욤키푸르 전쟁을 연상시킨다. 팔레스타인 무장 단체들은 알아크사 홍수 작전을 언급하며 이를 "알아크사 홍수 전투"(아랍어: معركة طوفان الأقصى)라고 부른다. 서구 언론 매체들은 이를 "이스라엘-하마스 전쟁"이라고 다양하게 묘사하는 반면, 다른 곳에서는 "가자 전쟁"을 사용한다. 다른 곳에서는 "10월 7일 전쟁", "가자 학살", "제2차 나크바", 또는 "나크바 2023"이라는 용어를 사용했다.

## 배경

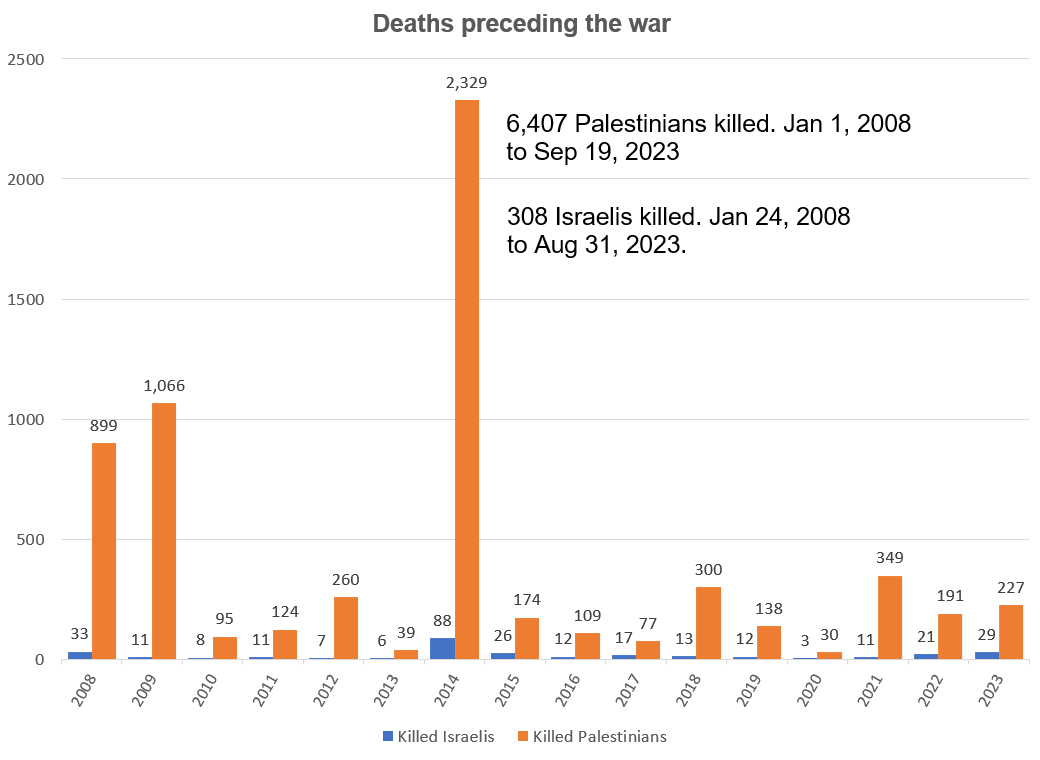
2023년 하마스의 이스라엘 공격 이전 2008년부터의 이스라엘인 및 팔레스타인인 사망자 수, 대부분 민간인

1948년 팔레스타인 전쟁에서 시온주의 운동은 이스라엘 건국으로 절정에 달했으며, 팔레스타인 위임통치령의 대부분을 차지했다. 단, 요르단강 서안 지구와 가자 지구라는 두 개의 분리된 영토는 각각 요르단과 이집트에 의해 점령되었다. 1967년 제3차 중동 전쟁 이후, 이스라엘은 요르단강 서안 지구와 가자 지구의 팔레스타인 영토를 점령했다. 이후 팔레스타인인들이 이스라엘 점령에 대항하여 두 차례의 대규모 봉기를 일으켰는데, 각각 1987년의 제1차 인티파다와 2000년의 제2차 인티파다이다. 후자의 인티파다 종결 이후 2005년 이스라엘은 가자 지구에서 일방적으로 철수했다.
2007년부터 가자 지구는 이슬람주의 무장 단체인 하마스가 통치하고 있으며, 요르단강 서안 지구는 파타가 이끄는 팔레스타인 자치 정부의 통제 아래에 남아 있다. 하마스 집권 이후 이스라엘은 가자 지구 봉쇄를 단행하여 가자 지구 경제에 심각한 피해를 입혔다. 이스라엘은 안보를 이유로 봉쇄를 정당화했지만, 국제 인권 단체들은 이를 연좌의 한 형태로 규정했다. 2023년까지 유엔 팔레스타인 난민 구호 사업 기구는 인구의 81%가 빈곤선 아래에서 생활하고 있으며, 63%가 식량 불안정 상태로 국제 원조에 의존하고 있다고 보고했다.
2007년 이후 이스라엘과 하마스, 그리고 가자 지구에 기반을 둔 다른 팔레스타인 무장 단체들은 2008년~2009년, 2012년, 2014년, 그리고 2021년의 네 차례 전쟁을 포함한 분쟁에 참여해왔다. 이들 분쟁을 합쳐 팔레스타인인 6,400명과 이스라엘인 300명이 사망했다. 2018년부터 2019년까지 가자-이스라엘 국경 근처에서 대규모 주간 시위가 조직되어 귀환권을 요구했다. 이스라엘 방위군은 시위를 폭력적으로 진압하여 수백 명을 살해하고 수천 명의 팔레스타인인에게 저격으로 부상을 입혔다. 2021년의 짧은 분쟁 직후, 하마스의 군사 조직인 이즈 앗딘 알카삼 여단은 이스라엘에 대한 작전을 계획하기 시작했으며, 이는 10월 7일 공격으로 이어졌다. 외교관들에 따르면, 하마스는 2023년 10월 이전 몇 달 동안 가자 지구에서 또 다른 군사적 확대가 2021년 분쟁 이후 발생한 인도주의적 위기를 악화시킬 것이므로 원치 않는다고 반복해서 말했다.
하마스 관계자들은 이번 공격이 이스라엘 점령, 가자 지구 봉쇄, 알아크사 모스크 모독, 팔레스타인인에 대한 이스라엘 정착민 폭력, 팔레스타인인의 이동 제한, 그리고 이스라엘 인질을 잡아 수천 명의 팔레스타인인 수감자를 석방하려는 노력에 대한 대응이라고 밝혔다. 수많은 평론가들은 이스라엘의 점령이라는 더 넓은 맥락을 전쟁의 원인으로 지적했다. AP는 팔레스타인인들이 "요르단강 서안 지구의 끝없는 점령과 가자 지구의 숨막히는 봉쇄로 인해 절망하고 있다"고 보도했다. 국제앰네스티, B'Tselem, 그리고 휴먼 라이츠 워치를 포함한 여러 인권 단체는 이스라엘 점령을 아파르트헤이트에 비유했지만, 이스라엘 지지자들은 이러한 특징화에 이의를 제기한다. 그러나 국제사법재판소가 2024년 7월에 발표한 권고적 의견은 점령이 불법임을 확인하고 인종 분리와 아파르트헤이트를 금지하는 모든 형태의 인종차별 철폐에 관한 국제협약 제3조를 위반했다고 밝혔다. 베냐민 네타냐후 정부는 가자 주민들에게 취업 허가를 부여하고, 하마스에 자금 이체를 용이하게 하며, 상대적 평온을 추구한 것에 대해 이스라엘 내에서 비판을 받았다. 이러한 조치들은 2023년 10월 7일 공격을 고려할 때 역효과를 냈다는 비판을 받았다. 조 바이든 미국 대통령은 10월 7일 공격의 목적이 사우디아라비아-이스라엘 정상화 회담을 방해하는 것이라고 말했다.

## 이스라엘과 가자 전쟁

### 10월 7일 하마스의 이스라엘 공격
- 10월 7일~8일의 대략적인 상황
- 나할 오즈 공격 이후 피로 얼룩진 바닥
- 바르질라이 메디컬 센터 산부인과에 대한 하마스 공습 여파
- 가자 지구 주변 이스라엘 지역에 광범위하게 발생한 화재 위성 사진
- 레임 음악제 학살 이후 이스라엘 군인들이 지역을 확보하는 영상

2023년 10월 7일 아침, 유대 명절인 심핫 토라와 셰미니 아체레트 샤바트 기간에, 하마스는 "알아크사 홍수 작전"이라고 불리는 작전의 시작을 발표하며, 20분 동안 가자 지구에서 이스라엘로 3,000~5,000발의 로켓을 발사하여 최소 5명을 살해했다. 저녁에는 하마스가 이스라엘로 150발의 로켓을 추가 발사했다. 동시에 약 3,000명의 하마스 무장대원이 트럭, 오토바이, 불도저, 쾌속정, 패러글라이더를 이용해 가자 지구에서 이스라엘로 침투했다. 이들은 케렘 샬롬과 에레즈의 검문소를 점령하고, 국경 울타리의 다른 5개 지점에 구멍을 냈다.
무장대원들은 여러 키부츠에서 민간인을 학살했고, 인질을 잡고 집에 불을 질렀다. 레임 근처 야외 음악 축제에서의 학살에서 최소 325명이 사망하고 더 많은 부상자가 발생하거나 인질로 잡혔다. 총 251명(대부분 민간인)이 인질로 잡혔고, 어린이, 노인, 군인 등이 포함되었다. 하마스 무장대원들은 또한 절단, 고문, 성폭력 및 젠더 기반 폭력을 자행했다고 알려졌다.
10월 7일 공격은 "시대의 정보 실패"이자 이스라엘 정부의 "실패의 상상력"으로 묘사되었다. BBC 보도는 하마스의 "놀라운 수준의 작전 보안"에 대해 언급했다. 나중에 이상한 하마스 움직임이 전날 이스라엘 정보기관에 의해 감지되었지만, 군의 경보 수준은 높아지지 않았고 정치 지도자들에게도 통보되지 않았음이 밝혀졌다.
이코노미스트의 한 보고서에 따르면 "이번 공격은 다른 모든 이스라엘 민간인 대량 학살을 왜소하게 만들었으며", "10월 7일 이전 유대인들이 단 하루 만에 이 정도로 많이 살해당한 것은 홀로코스트 기간 동안이었다." 하마스 관계자와 외부 관찰자 모두에 따르면, 이번 공격은 "영구적인" 전쟁 상태를 조성하고 팔레스타인 대의를 부활시키기 위한 의도적인 노력이다.

### 초기 이스라엘 대공세 (2023년 10월)
- 가자 지구 데이르알발라에서 이스라엘 공습 후 치료받는 팔레스타인 영아
- 누세이라트 난민 캠프에 대한 이스라엘 폭격 중 부상당한 손주를 안고 있는 팔레스타인 난민
- 이스라엘 미사일에 의해 파괴되는 가자 지구의 건물
- 2023년 10월 가자시티 엘-레말 지역에 대한 이스라엘 공습 후의 피해
- 누세이라트 난민 캠프에 대한 이스라엘 공습 후 알아크사 병원에서 치료받는 어린이들을 포함한 부상당한 팔레스타인인

IDF는 하마스 주도의 침공 몇 시간 후 이스라엘의 반격 작전을 시작했다. 군을 지원하기 위해 파견된 첫 헬리콥터는 전투 시작 1시간 만에 가자 지구 주변 이스라엘 지역에 도착했다. 이 헬리콥터 승무원들은 침투한 무장대원들이 점령한 장소를 식별하고, 현장에 있는 이스라엘 민간인, IDF 병사, 팔레스타인 무장대원을 구별하는 데 어려움을 겪었다. 2024년 6월 유엔 보고서와 2024년 7월 하아레츠 조사는 IDF가 한니발 지령을 사용하도록 명령했으며, 이로 인해 알려지지 않은 수의 이스라엘 민간인과 군인이 사망했음을 밝혔다.
공격은 이스라엘인들에게 완전한 기습이었다. 베냐민 네타냐후 이스라엘 총리는 텔레비전 방송에서 국가가 전쟁 중이라고 발표했다. 그는 "하마스가 조직하고 숨어있는 모든 장소를 폐허의 도시로 만들겠다"고 위협하며 가자 지구를 "악의 도시"라고 부르고 주민들에게 떠나라고 촉구했다. 밤사이 이스라엘 안보 내각은 하마스와 팔레스타인 이슬람 지하드의 "군사 및 정부 역량 파괴"를 위해 행동하기로 투표했다. 가자 지구 전력의 80%를 공급하는 이스라엘 전력공사는 해당 지역의 전력을 차단했다. 이로 인해 가자 지구의 전력 공급은 120MW에서 20MW로 감소했으며, 이는 팔레스타인 자치 정부가 비용을 지불한 발전소에서 공급되었다.
IDF는 "전쟁 준비 태세"를 선언했고, 수만 명의 군 예비군을 동원했으며, 가자 지구로부터 80 킬로미터 (50 mi) 이내 지역에 비상사태를 선포했다. 야맘 대테러 부대가 배치되었고, 기존 31개 대대에 4개 신규 사단이 증강되었다. 예비군들은 가자, 요르단강 서안 지구, 그리고 레바논 및 시리아 국경에 배치된 것으로 보고되었다. 가자 지구 인근 주민들은 실내에 머물도록 요청받았고, 이스라엘 남부 및 중부 민간인들은 "피난처 옆에 머물도록 요구"받았다. 이스라엘 남부 지역은 민간인의 통행이 금지되었고, 가자 지구 및 텔아비브 주변 도로는 폐쇄되었다. 벤구리온 공항과 라몬 공항은 계속 운영되었지만, 여러 항공사들은 이스라엘발 항공편을 취소했다. 10월 9일 또는 10일, 하마스는 이스라엘이 가자 지구 침공 계획을 철회하면 가자 지구에 억류된 모든 민간인 인질을 석방하겠다고 제안했지만, 이스라엘 정부는 이 제안을 거부했다.

#### 봉쇄, 폭격, 북부 가자 철수
- 가자 지구 데이르알발라에서 이스라엘 공습으로 부상당한 팔레스타인인을 치료하는 의사들
- 치료받는 부상당한 팔레스타인 어린이들
- 이스라엘 공습으로 사망한 신생아
- 가자 지구 데이르알발라의 주택에 대한 이스라엘 공습 후 도주하는 사람들
- 2023년 10월 이스라엘 공습 생존자들과의 인터뷰 영상

기습 공격 후, 이스라엘 공군은 하마스 목표물을 겨냥했다고 밝힌 공습을 실시했고, 인공지능 하브소라("복음") 소프트웨어를 사용했다. 이 공습으로 처음 20일 동안 하루 평균 350명이 사망했으며, 총 7,000명 이상이 사망했다. 이스라엘은 또한 인질 2명을 구출한 후 1973년 욤키푸르 전쟁 이후 처음으로 전쟁 상태를 선포했다. 10월 9일, 갈란트 국방장관은 가자 지구에 대한 "완전 봉쇄"를 발표하며 전기를 끊고 식량과 연료의 진입을 막았다. 이 명령은 휴먼 라이츠 워치(HRW)로부터 "혐오스러운" 행위이자 "전쟁 범죄를 저지르라는 요구"라는 비판을 받았다. 갈란트는 조 바이든 미국 대통령의 압력으로 물러섰고, 10일 후 가자 지구로 원조를 허용하는 합의가 이루어졌다. 첫 번째 구호품 수송대는 10월 21일 가자 지구에 진입했지만, 연료는 11월에야 도착했다.
10월 13일, IDF는 가자 (도시)의 모든 민간인에게 와디 가자 남쪽 지역으로 24시간 이내에 대피하라고 명령했다. 하마스 난민청은 북부 가자 주민들에게 이 명령에 불복종하라고 지시했다. 이스라엘의 명령은 "터무니없고" "불가능하다"는 비판을 널리 받았으며, 철회를 요구하는 목소리가 나왔다. 명령의 일환으로 IDF는 10월 13일 6시간 동안 난민들이 지정된 경로를 따라 남쪽으로 도주할 수 있도록 허용했다. 안전 경로 중 한 곳에서 발생한 폭발로 팔레스타인인 70명이 사망했다. 이스라엘과 하마스는 서로에게 공격 책임을 전가했다. IDF는 하마스가 가자 주민들이 대피하지 못하도록 도로를 차단했다고 밝혔다. 이스라엘 관계자, 외국 정부, 국제기구는 하마스가 병원과 민간인을 인간 방패로 사용했다고 비난했으며, 이에 대해 국제앰네스티와 하마스 자신은 이 주장을 반박했다. 이스라엘 군인과 팔레스타인인, 그리고 인권 단체들은 IDF가 유사하게 인간 방패를 사용했다고 비난했다.
10월 17일, 이스라엘은 가자 남부 지역을 폭격했다. 늦은 저녁, 가자시티 중심부에 있는 알아흘리 아랍 침례 병원 주차장에서 폭발이 발생하여 수백 명이 사망했다. 계속되는 분쟁으로 인해 현장 독립 조사가 불가능했다. 팔레스타인 측은 이스라엘의 공습이라고 밝혔지만, IDF는 팔레스타인 이슬람 지하드의 로켓 발사 실패로 인한 폭발이라고 주장했으며, 팔레스타인 이슬람 지하드는 어떠한 개입도 부인했다.

### 초기 침공부터 첫 휴전까지 (2023년 10월~11월)
10월 27일, 10만 명 이상의 병력으로 구성된 침공 부대를 구축한 IDF는 북부 가자 지구 일부 지역에 대한 대규모 지상 침공을 개시했다. 이스라엘 공습은 약 14,000명의 민간인이 피난하고 있는 것으로 추정되는 알쿠드스 병원 주변을 목표로 삼았다. 다음 날, IDF는 자발리아 난민 캠프를 공격하여 팔레스타인인 50명을 살해하고 150명에게 부상을 입혔다. 이스라엘은 이번 공격으로 고위 하마스 지휘관이 사망했으며, 하마스는 그의 존재를 부인했고 수십 명의 무장대원이 사망했다고 밝혔다. 이번 공격으로 여러 대사 소환이 발생했다.
10월 31일, 이스라엘은 가자 중부의 6층 아파트 건물을 폭격하여 54명의 어린이를 포함한 최소 106명의 민간인을 살해했으며, 휴먼 라이츠 워치는 이를 "명백한 전쟁 범죄"라고 불렀다. 11월 1일, 첫 번째 대피자들이 가자 지구를 떠나 이집트로 향했다. 중상자와 외국인을 포함한 500명의 대피자들이 며칠에 걸쳐 대피했다. 11월 18일, 이스라엘은 표시된 국경없는의사회 수송대를 공격하여 구호 활동가 2명을 살해했다. 11월 22일, 이스라엘과 하마스는 일시 휴전 협정에 도달하여 4일간의 교전 중단을 통해 가자 지구에 억류된 인질 50명을 석방하기로 했다. 이 합의에는 이스라엘에 수감된 팔레스타인 여성과 어린이 약 150명의 석방도 포함되었다.

### 첫 휴전 (2023년 11월)

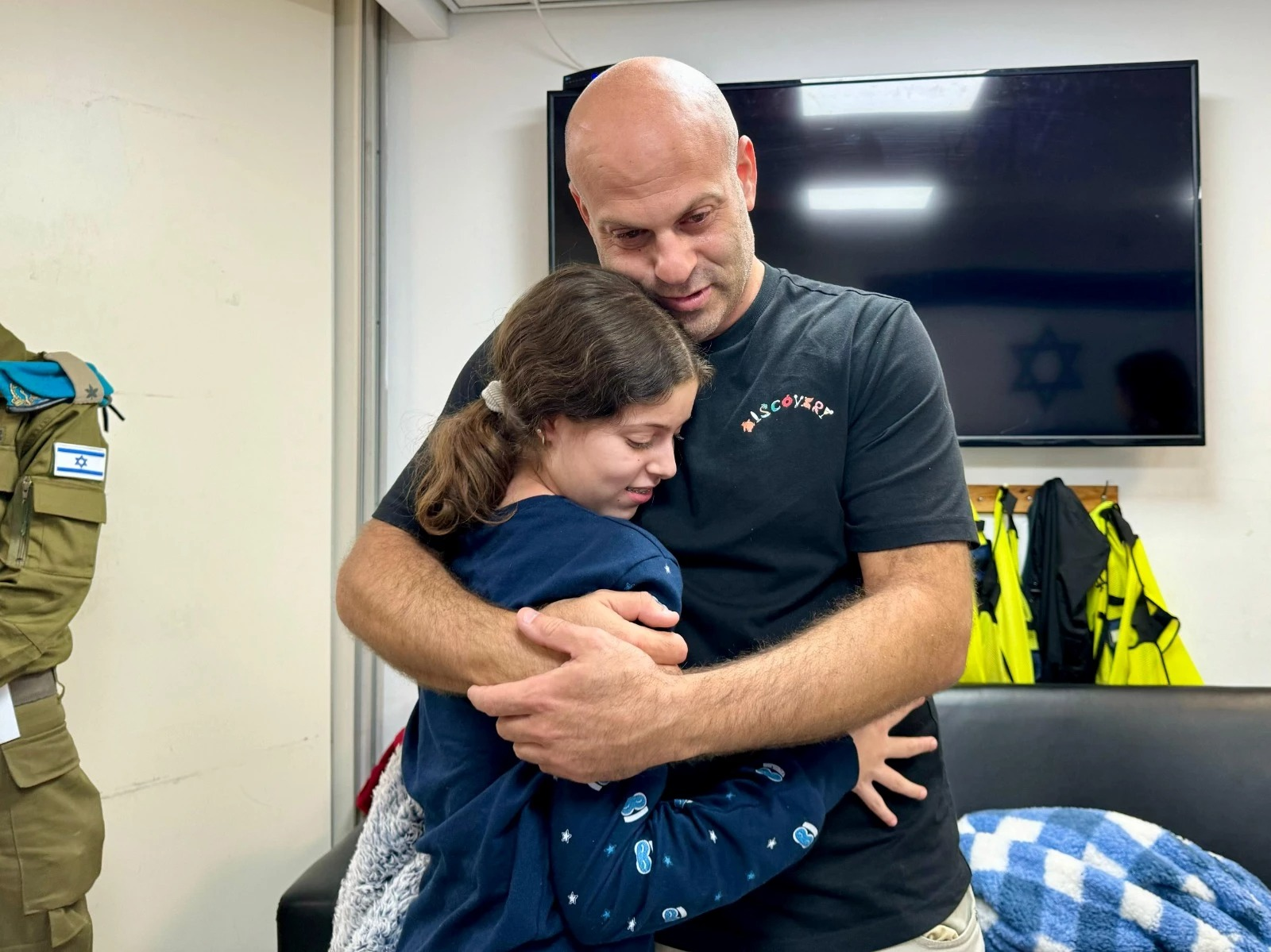
2023년 11월 26일, 첫 휴전 중 하마스에 의해 풀려난 13세 이스라엘 인질

카타르가 중재한 휴전이 2023년 11월 24일 발효되면서 가자 지구에서의 활발한 전투는 중단되었다. 하마스는 이스라엘에 억류된 팔레스타인 수감자들과 일부 인질을 교환했다. 이스라엘은 휴전 기간 동안 석방한 팔레스타인인과 거의 같은 수의 팔레스타인인들을 체포했다. 수감자 교환은 11월 28일까지 계속되었으며, 이때 이스라엘과 하마스 모두 서로가 휴전을 위반했다고 비난했다. 11월 30일, "마지막 순간의 합의"로 하마스는 억류된 팔레스타인인 30명 석방과 하루 휴전 연장 대가로 인질 8명을 석방했다. 이스라엘과 하마스가 연장 합의에 실패하면서 휴전은 12월 1일 만료되었다.

### 적대 행위 재개 (2023년 12월 ~ 2024년 1월)
이스라엘은 가자 지구 내에서 정확한 대피 명령을 내리기 위해 그리드 시스템을 채택했다. 이는 가자 지구의 전력 및 인터넷 연결 부족으로 접근하기 어렵고 혼란스럽다는 비판을 받았다. 일부 대피 지시는 모호하거나 모순되었고, 이스라엘은 때때로 대피하라고 지시한 지역을 공격하기도 했다. 법률 전문가들은 이러한 경고가 효과적이지 못하다고 평했다. 국제앰네스티는 일부 공습 현장에서 하마스 목표물의 증거를 찾지 못했으며, 이를 잠재적인 전쟁 범죄로 조사해 줄 것을 요청했다. 12월 6일, 가자 지구의 저명한 교수이자 작가인 레파트 알라리르가 이스라엘 공습으로 사망했다. 그의 시 "내가 죽어야 한다면"은 그의 사망 후 널리 퍼졌다.

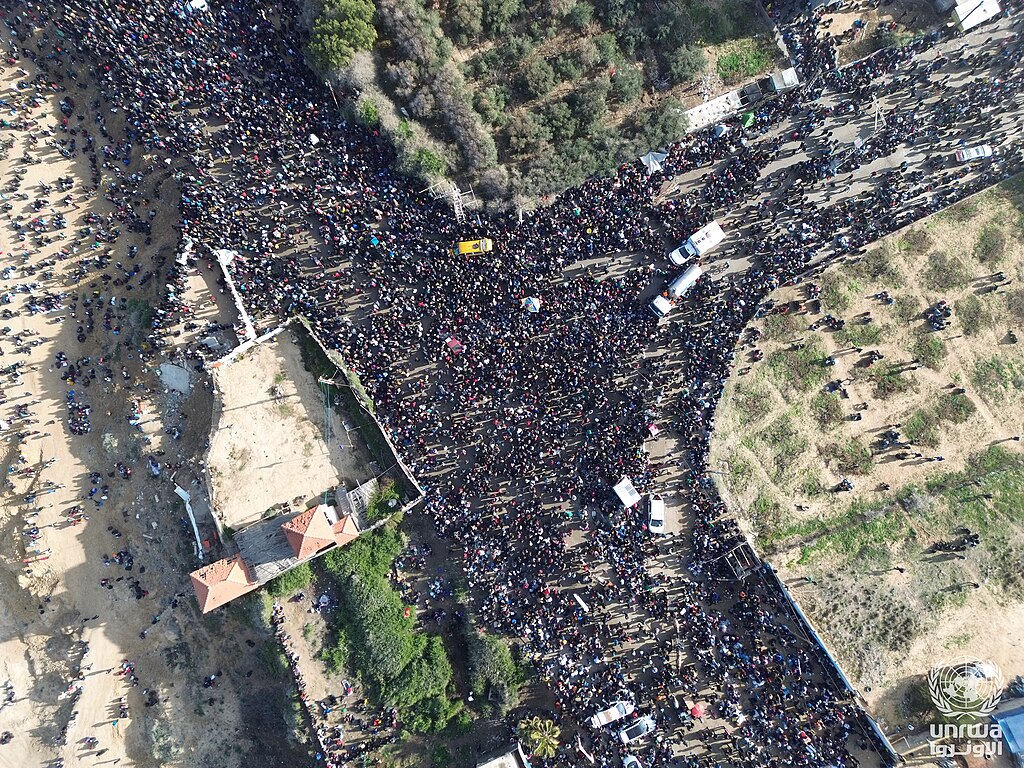
북부 누세이라트에서 가자 지구의 집으로 돌아가기 위해 기다리는 이재민 팔레스타인인들의 항공 사진

12월까지 IDF 병력은 칸유니스, 자발리아, 슈자이야 중심부에 도달했다. 강화된 폭격으로 팔레스타인 민간인들은 남쪽 라파로 밀려났다. 12월 7일부터 10일 사이에 이스라엘은 150명 이상의 남성을 구금했으며, 이스라엘에 따르면 이들은 대규모로 항복했지만, 여러 출판물에서 이 주장은 반박되었다. 12월 15일, IDF는 이스라엘인 인질 3명을 적군으로 오인하여 아군 오사 사건으로 살해했다. 같은 날, 프란치스코 교황은 수도원에 피난해 있던 여성 2명이 살해된 것을 "테러리즘"으로 규탄했다.
2024년 1월 1일, 이스라엘은 북부 가자 지구의 인근 지역에서 철수했다. 1월 15일, 이스라엘 국방장관 요아브 갈란트는 가자 지구 북부에서의 가장 격렬했던 전투가 끝났고, 저강도 전투의 새로운 단계가 시작될 것이라고 말했다. 1월 18일까지, 이전에 북부 가자 지구에 대한 하마스 통제가 "해체되었다"고 밝혔던 IDF는 하마스가 북부 가자 지구에서 전투력을 상당히 재건했다고 보고했다.
1월 22일, IDF 병사 24명이 침공 시작 이후 IDF에게 가장 치명적인 날에 사망했다. 이 중 21명은 팔레스타인 무장대원이 전차에 RPG를 발사하여 인접 건물이 붕괴되면서 사망했다. 1월 29일, 이스라엘군은 5세 소녀 힌드 라잡과 그녀의 가족 6명을 이들이 타고 있던 차량이 이스라엘 전차와 기관총 사격을 받아 살해했으며, 라잡을 구출하려던 구조대원 2명도 사망했다. 적신월은 라잡이 구조대원들과 통화했던 음성 파일을 공개하여 그녀의 죽음에 대한 국제적 분노를 불러일으켰다.

### 라파 공세 준비 (2024년 2월~4월)

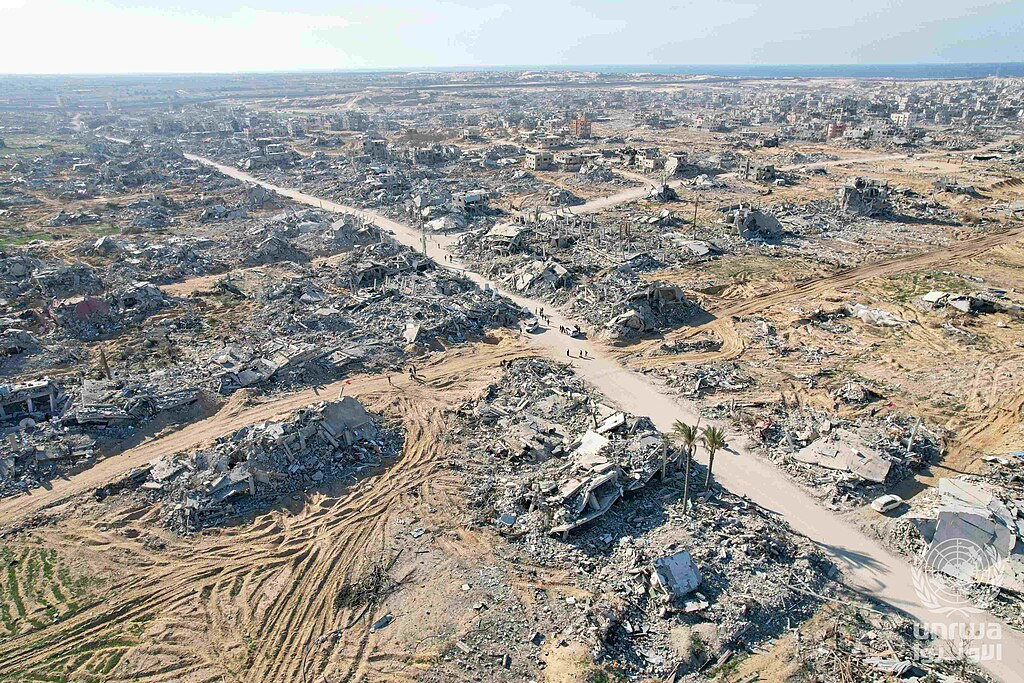
가자 지구, 이스라엘 군 철수 및 휴전 발효 후 라파의 파괴된 모습을 보여주는 항공 사진

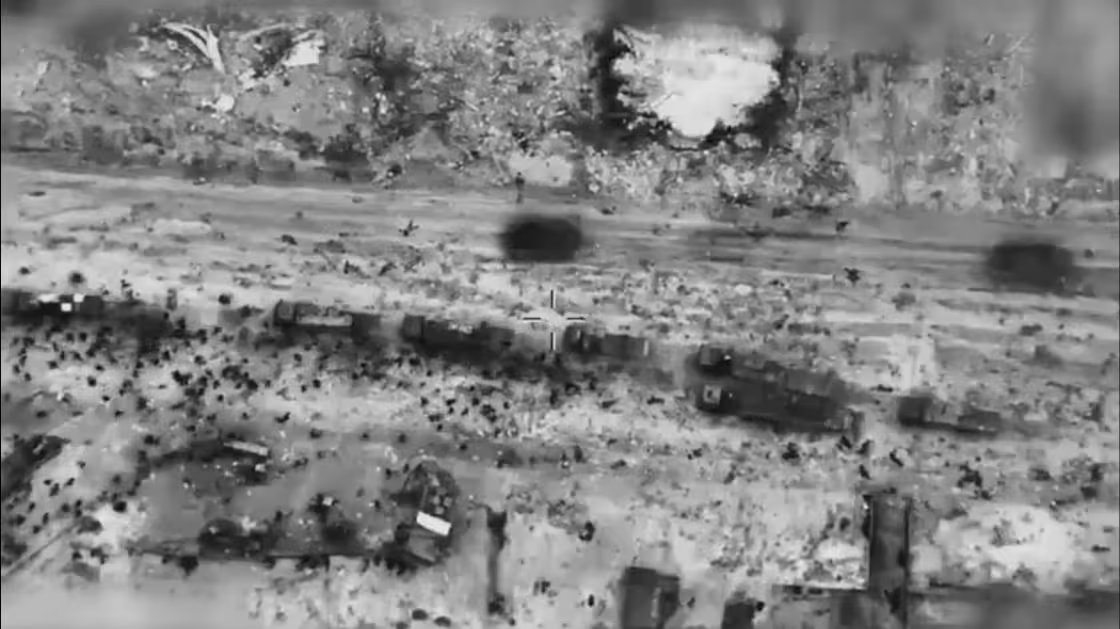
2024년 2월, 이스라엘 드론에 의해 촬영된 밀가루 학살의 항공 사진

2024년 2월부터 5월까지 라파 침공 준비는 이스라엘 관리들의 공개적인 수사에서 지배적인 주제가 되었다. 2월 12일, 이스라엘은 라파에 대한 폭격 작전을 시작했다. 식량 공급 문제는 점점 더 심각해졌다. 2월 5일, 이스라엘 포함이 명확히 표시된 유엔 팔레스타인 난민 구호 사업 기구 수송대를 포격하여 유엔 팔레스타인 난민 구호 사업 기구는 거의 3주 동안 작전을 중단해야 했으며, 이는 20만 명에게 영향을 미쳤다. 2월 29일, 이스라엘 군은 가자시티 남서쪽에서 식량 원조를 기다리던 팔레스타인인들에게 총격을 가하여 100명을 살해하고 750명에게 부상을 입혔다. 일부 희생자는 공황 상태에서 트럭에 치였다. 생존자들은 이를 이스라엘 군에 의한 의도적인 매복이라고 묘사했다. 3월 1일, 미국은 가자 지구에 식량 원조를 공중 투하하는 작전을 시작할 것이라고 발표했다. 일부 전문가들은 이 이니셔티브를 보여주기식이라고 불렀으며, 이는 식량 상황을 완화하지 못할 것이라고 말했다. 2024년 국정 연설에서 바이든은 가자 해안에 임시 항구를 건설하여 원조 물품을 전달할 수 있도록 할 것이라고 발표했다.
이전에 2023년 11월에 포위되었던 알시파 병원은 3월 18일부터 4월 1일까지 다시 습격당했다. 이스라엘군은 하마스 내부 보안국의 작전 책임자라고 주장했던 파이크 알마부흐를 살해했다. 하마스는 알마부흐가 민간 법 집행을 담당했으며 북부 가자에 대한 원조 전달을 조율하고 있었다고 밝혔다. IDF는 병원 전투에서 고위 하마스 지도자를 포함한 200명을 살해했다고 밝혔지만, 이 주장은 논란이 되었다. 생존자들은 무장대원들이 병원 구내에서 조직 활동을 했다는 주장을 부인했다. 이스라엘군은 병원을 "폭파되어 불에 그을린" 상태로 만들고 팔레스타인인 400명을 학살했다는 비난을 받았다.
3월 25일 유엔 안전 보장 이사회 결의안은 라마단 기간 동안 가자 지구의 즉각적인 휴전을 요구했지만, IDF는 이를 무시했다. 4월 1일, 7명의 월드 센트럴 키친 (WCK) 국제 구호 활동가가 데이르알발라 남쪽에서 이스라엘 공습으로 사망했다. WCK는 차량이 명확히 표시되어 있고 이스라엘에 위치가 알려져 있었음에도 불구하고, ANERA 및 프로젝트 호프와 함께 가자 지구에서의 활동을 중단했다. 4월 4일, 이스라엘은 미국의 압력으로 10월 7일 이후 처음으로 에레즈 검문소를 개방했다.
3월 6일까지 이스라엘은 가자 지구에 새로운 동서 방향 도로 건설을 완료했다. 이 도로는 병력 및 물자 수송, 알라시드 거리와 살라 알딘 거리의 IDF 진지 연결 및 방어, 그리고 가자 남부 주민들이 북부로 돌아오는 것을 막기 위한 목적이었다. 4월 7일, 이스라엘은 가자 남부 지구에서 철수했으며, 북부 네차림 회랑에 단 한 개의 여단만 남겼다. 그 도시에서 이주했던 팔레스타인인들은 가자 지구 남부에서 돌아오기 시작했다. 이스라엘은 라파 지상 공세를 4월 중순경 시작할 예정이었으나, 이란의 이스라엘 공습에 대한 대응을 고려하여 연기했다. 4월 25일, 이스라엘은 위협적인 침공을 앞두고 라파에 대한 공격을 강화했다.

### 라파 공세 시작 (2024년 5월~7월)

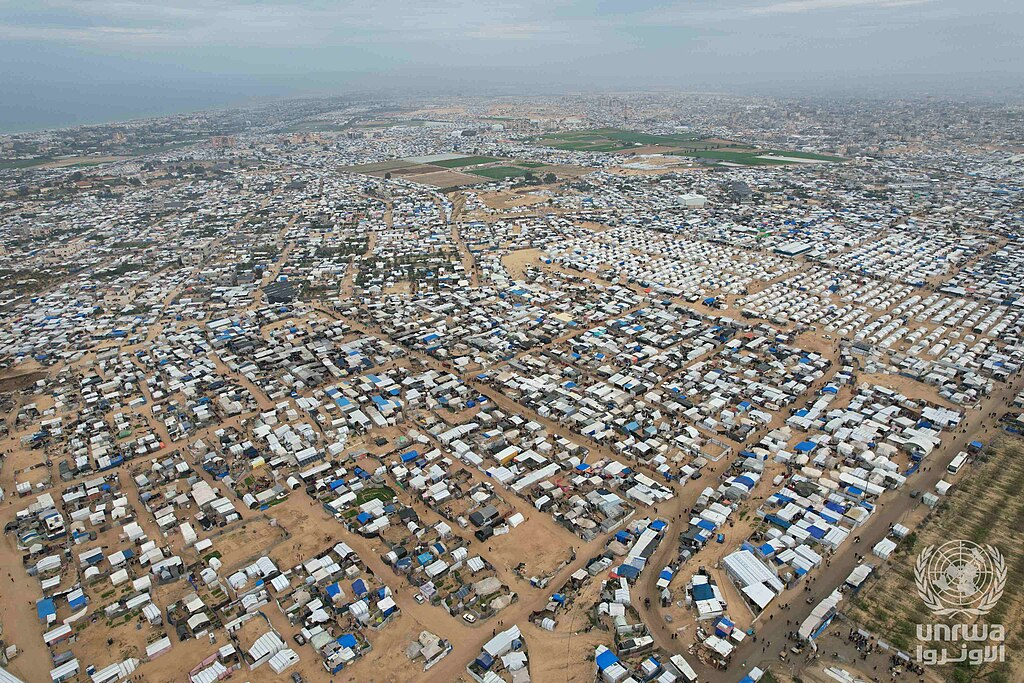
알마와시 지역의 피난 팔레스타인인들이 텐트에서 사는 모습의 항공 사진, 가자 지구

5월 6일, IDF는 라파 동부의 민간인 10만 명에게 칸 유니스 서쪽의 알마와시로 대피하라고 명령했다. 같은 날 늦게, 하마스는 이집트와 카타르가 중재한 휴전 조건을 수락했다고 발표했다. 이 협상에는 6주간의 휴전과 포로 교환이 포함되어 있었다. 그러나 이스라엘은 이 협상을 거부했다. 이스라엘은 그 조건을 받아들일 수 없지만, "하마스에 군사적 압력을 가하기 위해" 라파에 대한 군사 작전이 진행되는 동안 협상을 계속할 것이라고 밝혔다. 5월 31일, 미국은 전쟁 종식을 위한 휴전 협상을 발표했다.
같은 날, IDF는 라파 외곽에 진입하여 다음 날 이집트로 가는 라파 국경검문소의 가자 쪽을 장악했다. 5월 11일, IDF는 더 많은 주민들에게 라파 동부와 중앙부를 대피하라고 명령했다. 5월 15일까지 유엔에 따르면 약 60만 명이 라파에서, 그리고 10만 명이 북부에서 도피했다.

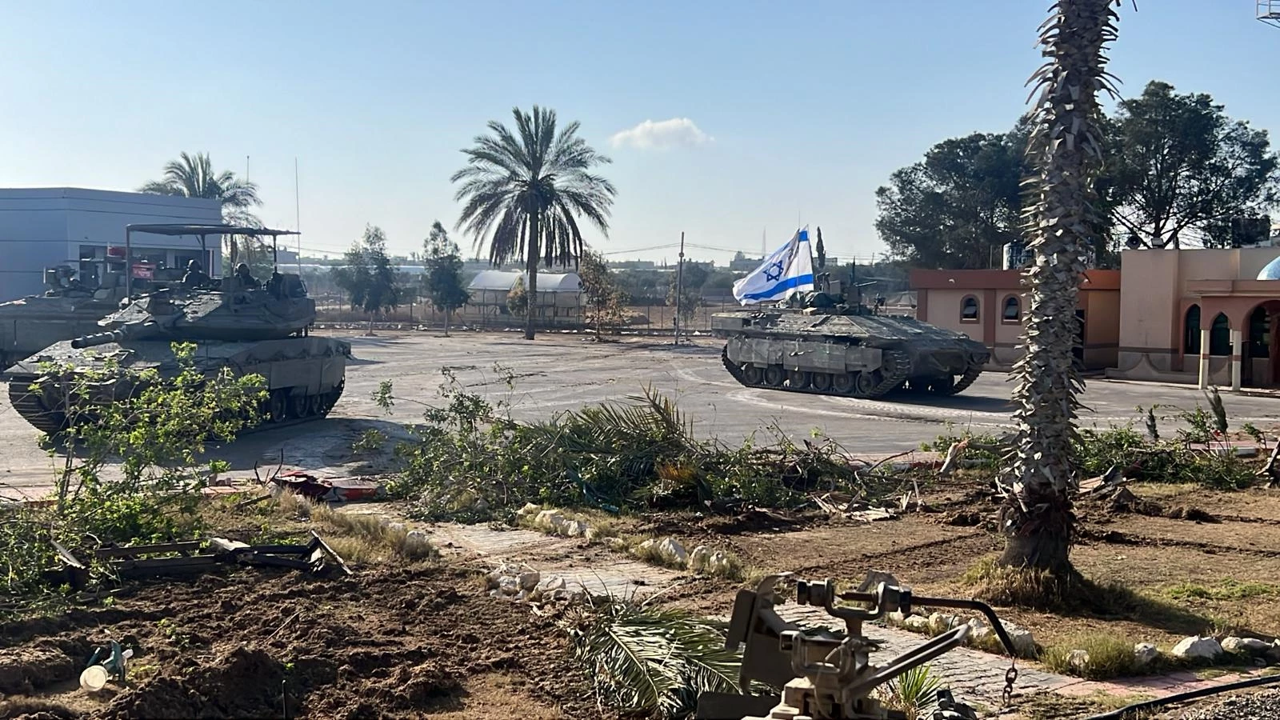
라파 국경검문소에 있는 이스라엘의 메르카바 전차들

5월 24일, 유엔은 이스라엘의 라파 공세가 시작된 이래로 가자에 906대의 구호품 트럭만 도착했다고 밝혔다. 이스라엘은 5월 26일 라파의 텔알술탄 난민캠프를 폭격하여 최소 45명을 살해했으며, 이 중에는 하마스 고위 관리 2명도 포함되어 있다고 알려졌다. 이로 인해 이집트와 이스라엘 군인들 사이에 가자 국경에서 충돌이 발생하여 이집트 군인 한 명이 사망했다. 48시간도 채 지나지 않아 또 다른 대피 구역인 알마와시 난민캠프가 폭격당하여 최소 21명이 사망했다. IDF는 이 공격에 대한 연루를 부인했다.
6월 6일, 이스라엘은 누세이라트 난민캠프의 학교를 폭격하여 수십 명을 살해했다. 이틀 후, 이스라엘은 누세이라트 난민캠프에 대한 공격을 감행하여 인질 4명을 구출하고 274명의 팔레스타인인을 사망하게 했다. 6월 27일, 이스라엘군은 알슈자이야 지역을 재침공했다. 미들 이스트 모니터와 릴리프웹에 따르면, 7월 4일부터 8월 10일까지 이스라엘은 가자의 학교 21곳을 공격하여 274명을 살해했다.

### 라파, 칸 유니스, 그리고 일반적인 폭격 (2024년 7월~9월
2023년 11월부터 2024년 4월까지 사망한 팔레스타인 민간인을 다루는 유엔 분석.
7월 22일, IDF는 칸 유니스에 대한 짧은 두 번째 침공을 시작했다. 이스라엘은 칸 유니스 동부의 대피를 명령했으며, 공격 첫날 73명이 사망했다. 이스라엘 드론의 영상에는 칸 유니스 대모스크의 파괴된 모습이 담겨 있었다. 세 번째 한 달 간의 전투는 8월 30일 IDF가 칸 유니스와 데이르알발라에서 98대대를 철수하면서 끝났고, 이스라엘은 250명 이상의 팔레스타인 무장대원을 살해했다고 밝혔다.
7월 13일, 알마와시에서 이스라엘의 공격으로 최소 90명이 사망하고 300명이 부상당했으며, 알샤티 난민캠프에서 예배를 위해 모인 사람들을 목표로 한 이스라엘 공격으로 22명이 사망했다. 8월 10일, 알타베인 학교에 대한 이스라엘 공습으로 최소 80명의 팔레스타인인이 사망했다. IDF는 일주일 만에 텔알술탄에서 200명의 무장대원을 살해하고 수십 개의 무기를 발견했다고 밝혔다. 9월 10일, 알마와시의 텐트촌에 대한 이스라엘 미사일 공격으로 19명에서 40명이 사망했다. 이스라엘 공군의 UH-60 블랙 호크 헬리콥터가 라파에서 중상 입은 전투공병을 대피시키려다가 추락하여 이스라엘 군인 2명이 사망하고 7명이 부상당했다.
9월 11일, 누세이라트 난민캠프에 대한 이스라엘 공습으로 최소 18명이 사망했다.

### 가자 전역에서의 지속 작전 (2024년 10월~12월)
10월, 데이르알발라의 슈하다 알악사 모스크와 가자 중부의 학교에 대한 이스라엘 공습으로 최소 26명의 팔레스타인인이 사망하고 93명 이상이 부상당했다. 이스라엘의 루파이다 학교 공격으로 최소 28명이 사망하고 54명이 부상당했으며, 이 학교는 데이르알발라의 이재민들을 위한 대피소로 사용되고 있었다. 옥스팜은 이스라엘 당국과의 사전 조율에도 불구하고 이스라엘 공습으로 파트너 중 한 곳에서 일하던 엔지니어 4명이 사망한 것을 비난했다.
10월 8일, IDF는 자발리아 난민캠프를 포위하기 시작했으며, 공습과 시가전으로 여러 팔레스타인 무장대원과 민간인을 살해했다. 10월 10일, IDF는 북부 가자에 있는 병원 세 곳에 대피 명령을 내렸다. IDF의 자발리아 지상 및 공중 작전은 10월 내내 계속되었다. 그 달과 11월에 자발리아에 대한 공격으로 수백 명이 사망했다. 12월 10일, IDF는 전날 이스라엘 군인 3명을 살해한 하마스 요원 10명을 살해했다고 밝혔다. 12월 30일, IDF는 자발리아에서 수십 명의 무장대원을 살해했다고 밝혔다.
IDF는 구호품 호송대를 목표로 하는 약탈 조직을 허용하여 가자 지구로의 구호품 전달을 막았다는 비난을 받았다. 11월 16일, 케렘 샬롬 검문소를 통해 유엔 구호품을 싣고 온 109대의 식품 트럭 중 98대가 이스라엘이 통제하는 가자 지구 지역에서 약탈당했다. 이 공격의 책임은 하마스의 경쟁 부족인 아부 샤밥 부족에 있다고 널리 알려졌다. 12월 1일, 유엔은 케렘 샬롬 검문소를 통한 가자 지구로의 구호품 선적을 중단했으며, 이스라엘이 "구호품 전달을 위한 안전한 조건을 보장하지 못했다"고 비난했다. 12월 12일, 가자 남부의 구호품 호송대에 대한 두 차례의 이스라엘 공격으로 13명이 사망하고 최소 30명이 부상당했으며, 이 중 일부는 중상을 입었다.
11월 30일, 세계 중앙 주방 차량에 대한 공격으로 보급품을 운송하던 구호 요원 3명이 사망했다. 칸 유니스에서 구호품 호송대에서 음식을 기다리던 팔레스타인인들을 대상으로 한 이스라엘 공습으로 최소 12명이 사망하고 여러 명이 부상당했다. 12월 9일, 라파에서 이스라엘의 공격으로 밀가루를 사기 위해 줄 서 있던 사람 10명이 사망했다.
10월 16일, IDF 지상군은 텔알술탄 난민캠프에서의 총격전으로 야흐야 신와르를 살해했다. 총격전에 참여한 징집병들은 처음에는 신와르의 존재를 알지 못했으며, 그는 다음 날 치과 기록을 통해 신원이 확인되었다. 신와르가 사망할 당시 주변에 인질은 없었으며, 민간인 사상자는 보고되지 않았다. 바이든은 신와르 사망 후 이스라엘에 전쟁을 종식할 것을 촉구했다.

#### 북부 가자 포위전

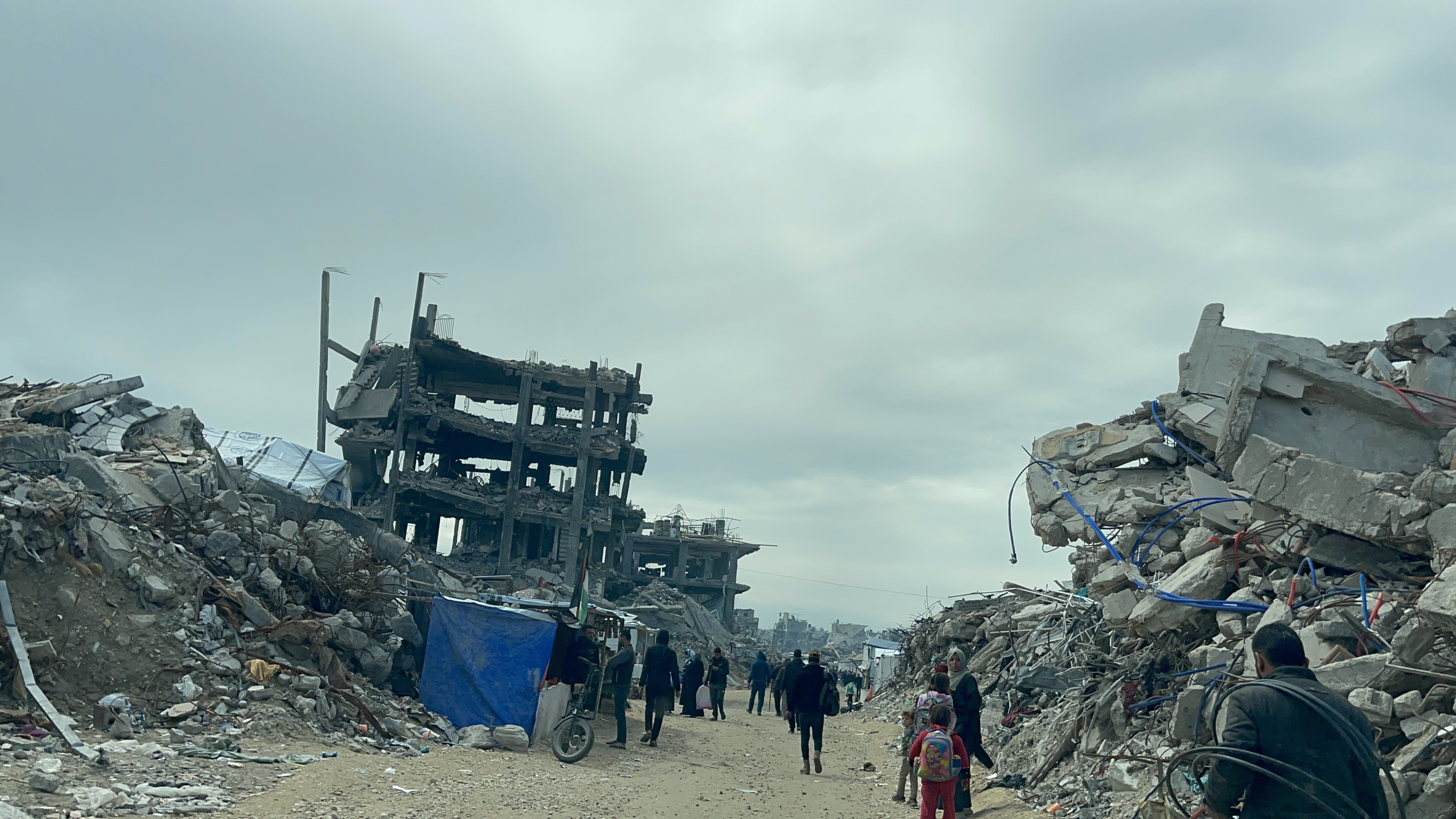
2025년 휴전 초기 단계의 포위전 이후 북부 가자 거리 모습

10월 13일, IDF 고위 관리들은 하아레츠에 정부가 인질 협상을 재개하려 하지 않으며, 정치 지도부가 가자 지구 일부의 합병을 추진하고 있다고 밝혔다. 10월 후반 몇 주 동안, 이스라엘의 북가자 포위전은 강화되었고 일일 구호품 선적량은 크게 감소했다. 목격자들은 병원 포격, 대피소 철거, 이스라엘군에 의한 남성과 소년 납치를 보고했는데, 이는 이스라엘이 퇴역 장군들의 계획을 실행하여 북부 지구를 폐쇄된 군사 지역으로 만들고 떠나기를 거부하는 모든 사람을 전투원으로 선언하기로 결정했다는 추측으로 이어졌다. 11월 5일, 이스라엘 여단장 이칙 코헨은 기자들에게 "북부 가자 지구 주민들이 돌아오도록 할 의도가 없다"며 "더 이상 민간인이 남아있지 않아" 북부 가자에 식량 지원이 들어가지 않았다고 밝혔다.
IDF는 베이트라히아와 베이트하눈으로 전차를 보내고 주민들에게 대피 명령을 내려 자발리아 포위전을 계속했다. 10월 24일, IDF의 공격으로 자발리아 난민캠프에서 최소 10채의 주거 건물이 파괴되었다. 가자 민방위의 평가에 따르면 150명이 사망하거나 부상당했다. 10월 25일, 세계보건기구는 카말 아드완 병원과의 연락이 끊겼다고 밝혔고, 볼커 튀르크 유엔 인권 고등판무관은 북부 가자에서의 최근 상황을 전쟁 중 "가장 암울한 순간"이라고 불렀다. 10월 가자 지구로의 식량 지원은 하루 평균 30대의 트럭으로 전 전쟁 이전 평균의 6% 미만으로 새로운 최저치를 기록했다. 북부 가자 주민들은 11월에 10월 5일 이후로 그들의 도시에 구호품이 도착하지 않았다고 말했다. 유엔은 상황이 "대재앙적"이 되었으며 "북부 가자의 모든 팔레스타인 인구가 질병, 기근, 폭력으로 사망할 임박한 위험에 처해 있다"고 경고했다. 11월 2일, 유니세프는 지난 이틀 동안 북부 가자 자발리아에서 이스라엘의 공격으로 50명 이상의 어린이가 사망했다고 밝혔다. 11월 12일, 가자 지구의 구호품 수준은 미국이 복구를 최후통첩으로 요구했음에도 불구하고 11개월 만에 최저치를 기록했다.
11월 24일, 이스라엘은 새로운 대피 명령을 발령하여 자발리아에서 또 다른 이주 물결을 촉발했다. 유엔 팔레스타인 난민 구호 기구는 이스라엘이 11월에 북부 가자로 구호품을 전달하려는 9번의 시도를 거부하고 추가로 82번의 시도를 방해했다고 밝혔다. 그들은 북부 가자에 남아있는 6만에서 7만 명의 민간인을 위한 생존 조건이 줄어들고 있다고 덧붙였다. 가자 수프 키친을 설립한 팔레스타인 요리사 마흐무드 알마둔은 카말 아드완 병원 근처에서 이스라엘 쿼드콥터의 표적이 되어 사망했다. 12월 5일, 이스라엘 육군 라디오는 베이트라히아에서 팔레스타인인 1만 8천 명이 대피했으며, 전날 전투 중 군인들이 약 20명의 무장대원을 살해했다고 발표했다.
12월 13일, 이스라엘 전차 포격으로 북부 가자의 마지막 정형외과 의사인 사이드 주데 박사가 사망했다. 12월 26일, 카말 아드완 병원 부근에 대한 이스라엘 공습으로 직원 5명을 포함한 약 50명이 사망했다. 그 후 며칠 동안 세계보건기구는 이스라엘의 공격으로 병원이 운영 불능 상태가 되었고 병원장 후삼 아부 사피야가 납치되었다고 발표했다. IDF는 환자들이 산소 공급을 끊어 이미 파괴된 병원으로 대피하도록 강제했다. IDF는 습격 중 19명의 무장대원을 살해했다고 밝혔다. 가자 보건부는 병원 직원을 포함한 50명이 사망했다고 밝혔다.

### 두 번째 휴전 (2025년 1월~3월)

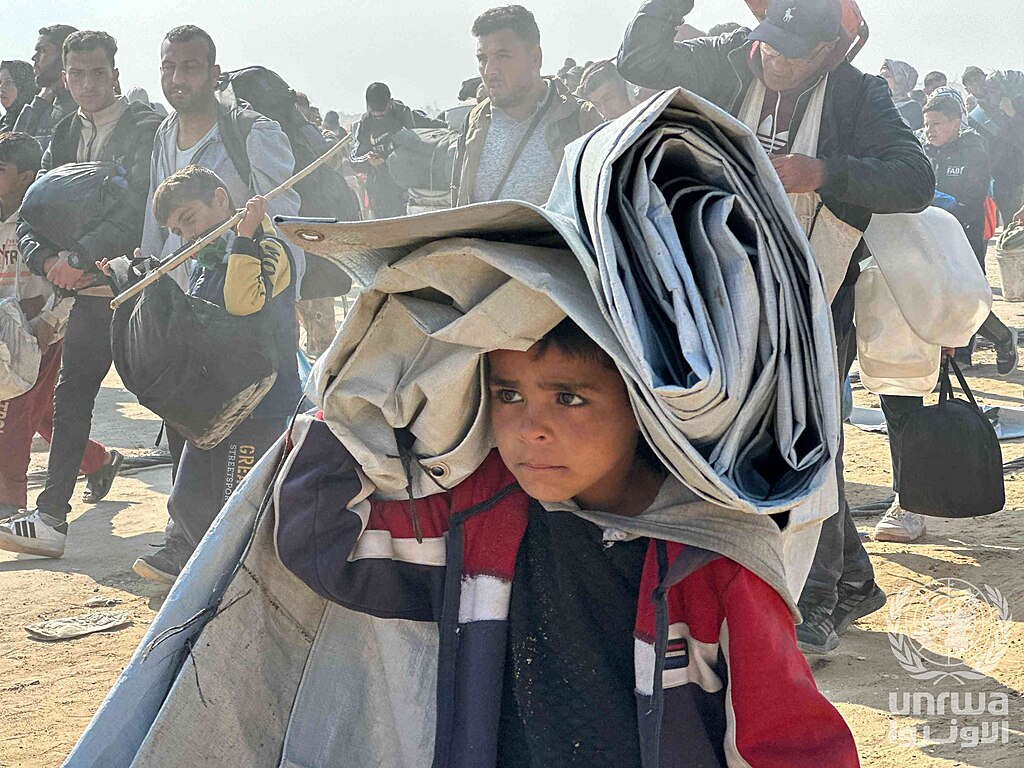
2025년 1월 휴전 후 알라시드 거리를 통해 돌아오는 피난민들, 가자 지구

2025년 1월 15일, 카타르의 중재를 통해 이스라엘과 하마스 사이에 합의가 발표되었다. 이 합의에 따라 하마스는 가자 지구에 억류된 여러 이스라엘 인질을 석방하고, 그 대가로 이스라엘 교도소에 수감된 하마스 무장대원과 다른 팔레스타인 죄수들을 석방하기로 합의했다. 양측은 또한 전쟁 중 두 번째로 휴전에 합의했다. 이 휴전은 2025년 1월 19일 아침에 발효되었다. 1월 27일, 이스라엘이 48시간 지연 끝에 민간인 이동을 위한 통로를 열자 수만 명의 팔레스타인인들이 북부 가자로 대규모 귀환을 시작했다. 하마스는 이스라엘이 휴전 조건을 위반했다고 주장하며 2월 10일 이스라엘 인질 석방을 중단한다고 발표했다. 네타냐후와 트럼프가 가자에서의 전투 재개를 위협하자, 하마스는 2월 13일 양보하여 이틀 후 인질 석방이 다시 시작될 수 있도록 했다. 2월 22일, 하마스는 이스라엘 인질 6명을 석방했다. 그러나 이스라엘은 팔레스타인 죄수 600명 석방을 거부했고, 네타냐후는 "선전을 위해 인질을 이용하는 것"에 반대하며 다음 인질 석방이 행사 없이 보장되면 죄수들을 석방할 것이라고 말했다. 2월 25일, 이스라엘과 하마스는 첫 단계에서 인계하기로 합의된 이스라엘 인질 시신을 팔레스타인 죄수 수백 명과 공개 행사 없이 교환하는 데 합의했다.
3월 1일, 휴전의 첫 단계가 종료될 예정이었던 날, 하마스는 더 많은 인질을 석방하기 위한 이스라엘의 연장 제안을 거부하고 두 번째 단계의 이행을 요구했다. 모든 남은 인질의 석방, 가자 지구에서 이스라엘군의 철수, 그리고 전쟁의 영구적인 종식을 목표로 하는 휴전 협정의 두 번째 단계 이행을 위한 협상은 초기 휴전이 시작된 지 16일 후인 2월에 시작될 예정이었으나, 결코 이루어지지 않았다. 네타냐후 총리실은 이스라엘이 라마단과 유월절 기간 동안 가자 휴전을 연장하는 미국 계획을 지지했다고 밝혔다. 이 계획에 따라, 연장 휴전 첫날에는 생존 인질과 사망한 인질의 절반이 석방되고, 영구 휴전이 체결되면 나머지 인질들이 기간 말에 석방될 것이라고 했다. 네타냐후 총리실은 초기 합의가 3월 1일 이후 협상이 비효과적이라고 판단될 경우 이스라엘이 언제든지 전쟁을 재개할 수 있도록 허용했다고 주장했다. 하마스가 미국 제안을 수락하지 않자, 네타냐후는 다음 날 가자 지구로의 구호품 반입을 중단했다.
인도주의적 지원 봉쇄는 협상자들이 휴전 위반으로 비난했으며, 특히 이집트는 2단계 협상이 진행되는 한 1단계가 자동 연장될 것이라고 명시된 휴전 조건에 위배된다고 비난했다. 3월 9일, 이스라엘 에너지부 장관 엘리 코헨은 가자 지구로의 이스라엘 전기 공급 중단을 명령했다. 3월 14일, 하마스는 중재자들의 제안에 동의하여 이스라엘계 미국인 인질 에단 알렉산더와 이중 국적 인질 4명의 시신을 석방하기로 했다고 밝혔다. 미국과 이스라엘은 이 제안을 거부했는데, 이는 연장된 휴전 첫날 5명의 생존 인질을 석방하라는 공동 제안과 일치하지 않았기 때문이다.

### 이스라엘 공격 재개 (2025년 3월~4월)

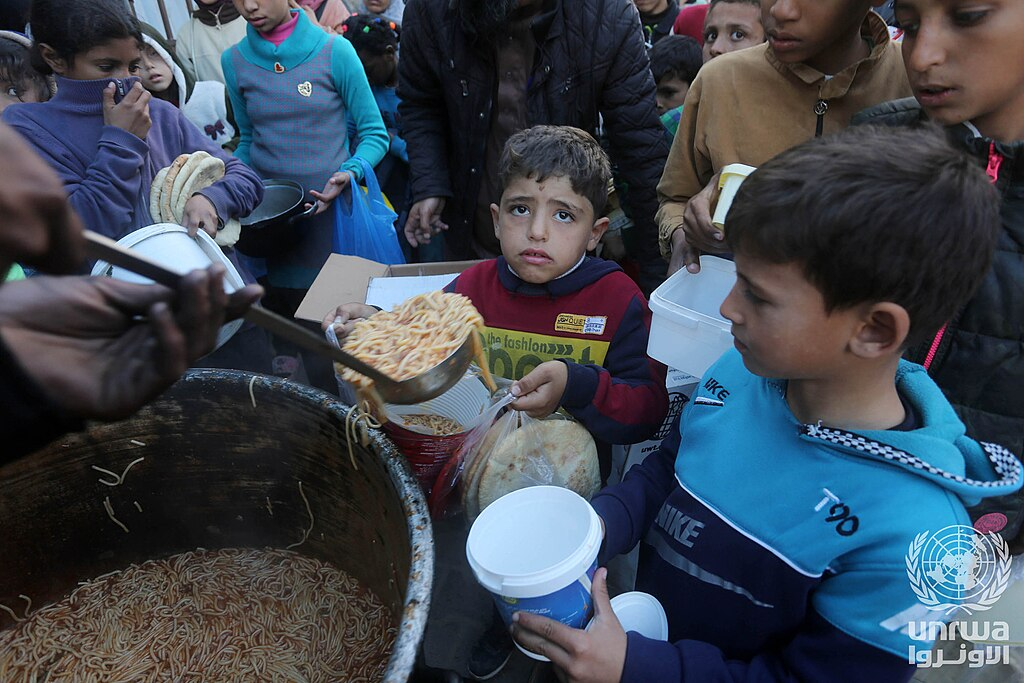
라마단 기간 중 데이르알발라, 가자 지구에서 자선 단체 테키야로부터 음식을 받는 피난 팔레스타인인들.

3월 18일, 이스라엘은 가자 전역에 걸친 공습을 포함한 기습 공격을 감행하여 (가자 관리들에 따르면) 400명 이상을 살해하고 휴전을 종식시켰다. 이스라엘 카츠 국방부 장관은 이후 이스라엘이 "가자에서 전투를 재개했다"고 선언했다. 이스라엘은 이 공격이 하마스가 더 많은 인질을 석방하여 휴전의 첫 단계를 연장하는 것을 거부했기 때문이며, 하마스가 두 달간의 휴전 동안 재무장하고 재편성한 것에 대한 대응이라고 밝혔다. 하마스는 휴전 협정을 정확히 준수했으며, 이스라엘이 침략과 전쟁을 재개했다고 밝혔다. 국제사회는 이번 공격이 영구 휴전의 희망을 좌절시켰다고 보았다. 관측통들은 이스라엘이 네타냐후가 부패 재판에서 증언할 예정인 날에 공격을 개시하여 법적 절차를 연기시켰다는 점을 지적했다.
가자 정부와 하마스 정치국의 여러 고위 인사들이 이번 전투 중 사망했는데, 여기에는 가자 총리와 유사한 지위인 이삼 알다알리스, 정치국 구성원인 살라 알바르다윌과 이스마일 바르훔이 포함된다. 마흐무드 아부 와트파(가자 지구 내무부 장관 차관)와 바흐자트 아부 술탄(내부 보안 책임자)도 사망했다. 팔레스타인 이슬람 지하드 대변인 아부 함자 또한 공습으로 사망했다. 인민 저항 위원회는 포병 부대 지휘관이자 중앙 군사 여단 협의회 구성원인 무함마드 알바트란의 사망을 발표했다.
3월 19일, IDF는 가자 지구에 "부분적 완충지대"를 만들기 위해 "표적 지상 활동"을 시작했으며, 네차림 회랑 중심부를 부분적으로 탈환했다고 밝혔다. IDF는 또한 데이르알발라에 있는 유엔 프로젝트 서비스 사무소 건물을 폭격하여 유엔 직원 1명과 다른 국제 직원 6명을 살해했다. 이틀 후, IDF는 튀르키예-팔레스타인 우호 병원을 통제 철거를 통해 파괴했다. 3월 23일, IDF 부대는 라파 남부 알하샤신 지역에서 5대의 구급차, 소방차, 유엔 차량을 포함한 여러 인도주의 차량에 발포하여 팔레스타인 구급대원 15명을 살해했다. 그들의 시신은 3월 30일에야 공동 묘지에서 발견되었다.
3월 25일, 이스라엘 작전이 진행되는 가운데, 가자 지구의 수백에서 수천 명의 팔레스타인인들이 하마스와 계속되는 전쟁에 반대하는 시위를 벌이며 전쟁 종식과 하마스의 가자 지구 통치 종식을 요구했다. 시위는 전쟁 피로증과 하마스에 대한 불만, 특히 가자 주민들을 위한 인도주의적 지원의 오용, 표현의 자유와 출판의 자유 억압, 그리고 팔레스타인 민간인 학대 때문에 발생했다.
3월 27일, 자발리아 텐트에 대한 이스라엘 공습으로 하마스 대변인 압델 라티프 알카누아가 사망했다. 같은 날, 세계 중앙 주방 자원봉사자 한 명이 WCK가 지원하는 공동 주방에 대한 이스라엘 공격으로 사망했는데, 식사가 제공되는 중이었다. 4월 9일, 이스라엘 공군기는 슈자이야의 다층 주거 건물을 폭격하여 35명 이상의 팔레스타인인을 살해하고 최소 70명 이상을 부상시켰다. 4월 12일, IDF는 라파를 포위했으며, 인구의 대규모 대피를 명령하면서 그 일부를 장악할 계획이라고 발표했다. 4월 13일, 두 발의 이스라엘 미사일이 알아흘리 아랍 병원을 강타하여 환자들을 대피시키고 응급실을 파괴했다. 4월 15일, 하마스의 무기 밀수 네트워크 책임자인 야흐야 파티 압드 알카데르 아부 샤르가 칸 유니스 지역에서 이스라엘군에 의해 살해되었다. 4월 22일, 칸 유니스 주거 건물에 대한 공격으로 화재가 발생하여 최소 11명의 팔레스타인인이 사망했다. 4월 23일, 이스라엘은 가자 시티에 있는 이재민 가족들을 수용하던 학교를 폭격하여 최소 10명을 살해했다.

### 이스라엘 공세 재개 (2025년 5월~현재)
5월 3일, 이스라엘은 가자 공세를 확대할 계획을 발표하고 수천 명의 예비군을 동원했다. 5월 7일, 세계 중앙 주방은 보급품이 부족하여 가자 지구에서 식량 배급을 중단할 수밖에 없었다고 밝혔다. 5월 8일, 가자 시티의 마지막 식당에 대한 두 차례의 이스라엘 공습과 동시에 인근의 붐비는 시장에 대한 공격으로 최소 33명이 사망했다. 5월 15일 가자 지구에서 최소 143명이 사망하여, 3월 휴전 종료 이후 가장 많은 사망자를 기록한 날이 되었다.
2025년 5월 13일, 이스라엘 공습이 칸 유니스에 있는 가자 유럽 병원의 구내와 주변 지역을 강타하여 지하 터널에 있던 무함마드 신와르와 무함마드 샤바나를 살해했다. 신와르의 사망은 하마스에 의해 부인되었다. 6월에 IDF는 신와르의 시신이 수습되어 신원이 확인되었다고 밝혔다.
5월 16일, 이스라엘은 가자 지구 전체를 장악하는 것을 목표로 하는 기드온의 전차 작전 개시를 발표했다. 이 조치는 이스라엘의 여러 동맹국으로부터 널리 비난을 받았으며, 이들 중 다수는 제재를 위협했다. 5월 25일, 가자 시티 다라즈의 파흐미 알자르자위 학교에 대한 이스라엘 공습으로 어린이 18명, 여성 6명 등 최소 36명이 사망하고 55명 이상이 부상당했다. 5월 말 가자 지구에서 하마스에 반대하는 새로운 민병대인 민병대가 아부 샤밥 부족의 권한 아래 운영되기 시작했다. 아비그도르 리베르만은 네타냐후와 이스라엘 정부가 이 민병대에 자금을 지원하고 무장시켰다고 비난했다.
5월 27일, 미국이 지원하는 가자 인도주의 재단은 인도주의적 지원을 제공하기 위해 텔알술탄에서 작전을 시작했다. 수천 명의 굶주린 팔레스타인인들이 배급 센터를 압도하자, 이스라엘군은 군중에게 발포하여 10명을 살해하고 최소 62명의 팔레스타인인을 부상시켰다. 이어진 일련의 구호품을 찾는 사람들에 대한 공격으로 1,300명 이상이 살해되었다. 6월 30일, 알바카 카페에 대한 이스라엘 공습으로 사진기자 이스마일 아부 하탑을 포함한 최소 41명의 팔레스타인인이 사망하고 75명이 부상당했다. 6월 19일, IDF는 10월 7일 공격에 참여하고 전쟁 초기에 이스라엘계 영국인 인질 에밀리 다마리를 자신의 집에 억류했던 하마스 고위 무장대원 무함마드 나세르 알리 카니타를 살해했다고 발표했다.
7월 20일, IDF는 전쟁 시작 이후 지상 공세를 시작하지 않았던 데이르알발라시에 대피 명령을 내렸다. 다음 날, 이스라엘군은 공습이 도시를 강타하는 가운데 데이르알발라 외곽으로 진격했다.
이 공세 동안 IDF는 가자 지구 영토의 65%를 통제했다고 밝혔다. 그러나 이스라엘 언론인 요아브 자이툰은 이 수치가 오해의 소지가 있다고 주장했는데, 이는 가자 지구의 많은 부분에 IDF가 주둔하지 않으며, 하마스가 여전히 영토를 통제하고 인구에게 민간 서비스를 제공할 수 있는 통치 기관 역할을 한다는 사실을 무시하기 때문이라고 했다.
2025년 8월 초, 이스라엘 안보 내각은 가자 시티 점령 계획을 승인했다. 이 계획은 유엔, 독일, 유럽 이사회 의장, 영국, 덴마크, 사우디아라비아, 튀르키예, 중국으로부터 국제적인 비난을 받았다. 이스라엘 야당 지도자 야이르 라피드는 이를 "더 많은 재앙을 초래할 재앙"이라고 불렀다. 독일은 이 계획에 대한 대응으로 이스라엘에 대한 무기 수출 승인을 중단할 것이라고 밝혔고, 노르웨이는 이스라엘에 대한 국부 펀드의 투자를 재평가할 것이라고 밝혔다.
2025년 8월 10일, 이스라엘군은 알시파 병원 밖의 언론인 텐트를 공격하여 아나스 알샤리프를 포함한 알자지라 기자 6명을 살해하여, 전쟁 중 이스라엘에 의해 살해된 기자 수가 총 192명으로 늘어났다.
2025년 8월 12일, IDF는 지난주 표적 공습으로 가자 지구에서 세계 중앙 주방 구호 요원으로 위장한 무장대원 5명을 살해했다고 발표했다. IDF에 따르면, 그들은 활동을 위장하고 표적이 되는 것을 피하기 위해 의도적으로 구호 단체의 로고를 차량에 부착하고 노란 조끼를 입었다. 세계 중앙 주방은 무장 요원들이 직원으로 위장한 것을 확인하고 그들의 행동을 비난했다.

## 전후 계획

### 이스라엘 지도자들의 계획
2023년 10월 16일, 이스라엘 전시 내각은 문서에 명시된 바와 같이 전쟁의 네 가지 주요 목표를 정의했다. 하마스 정권 전복 및 능력 해체, 가자 지구의 테러 위협 제거, 인질 귀환을 위한 집중적인 조치, 이스라엘 국경 및 주민의 안보 유지이다.
전쟁 시작 약 한 달 후, 이스라엘 총리 벤야민 네타냐후는 가자 지구에서 일어나는 모든 안보 책임이 전쟁 후 무기한 동안 이스라엘에 있을 것이라고 말했다. 다른 인터뷰에서는 가자 지구가 "비무장화되고 민간 정부 아래에 있지만, 하마스 같은 존재가 나타나지 않도록 살인자를 들어가 죽일 신뢰할 수 있는 세력이 필요할 것"이라고 말했다. 그는 서부 네게브 지역 당국자들에게 전쟁 후 일정 기간 동안 이스라엘 방위군이 가자 지구를 계속 장악할 것이며, 하마스 제거 후에는 완전한 비무장화를 포함한 가자 지구에 대한 전반적인 이스라엘 안보 통제가 이루어질 것이라고 말했다. 11월 11일, 네타냐후는 팔레스타인 자치 정부가 가자 지구에 대한 민간 통제를 맡을 가능성에 반대했다. 가자 지구로 유대인 정착촌이 어떤 형태로든 돌아갈 가능성에 대한 질문에 그는 반대하며 이를 현실적인 목표로 보지 않는다고 말했다.
2024년 2월, 네타냐후는 이스라엘 안보 내각에 "하마스 이후의 날"에 대한 자신의 제안을 제출했다. 이 제안에는 지역 주민에 의한 관리가 포함되었으며, 내각에서 투표로 부결되거나 승인되지 않았다.
전쟁 시작 약 100일 후, 이스라엘 국방부 장관 요아브 갈란트는 정치적-외교적 결정의 필요성에 대해 언급하며 군사 작전의 끝이 정치적 행동에 의해 고정되어야 한다고 말했다. 그에 따르면, 정치적 사고가 군사 행동을 이끌고 있으며 정치적 결정의 부재는 군사 작전의 진행을 해칠 수 있다.
전쟁 시작 약 6개월 후, 네타냐후가 전시 내각에서 합의된 바와 달리 전쟁 진행 상황에 비추어 전쟁 목표에 대한 전략적 논의를 막고 있다는 보도가 나왔다. 2024년 5월 12일, 이스라엘 방위군 지도부가 총리에게 전후 문제에 대한 결정을 내릴 것을 요구하고 있다는 보도가 나왔다. 5월 15일, 갈란트는 기자회견을 열어 네타냐후가 가자 지구의 전후 문제 처리를 거부한 것을 비판했다. 갈란트는 네타냐후에게 이스라엘이 가자 지구를 통제하지 않을 것이라고 발표할 것을 촉구했으며, 가자 지구에 이스라엘 민간 및 군사 정부가 들어서는 것에 반대 의사를 표명했다. 그의 발언은 연정 및 야당 인사들로부터 비판을 받았으며, 국민연합 당 대표 베니 간츠의 지지를 받았다.
7월 24일, 네타냐후는 미국 의회에서 전후 가자 지구에 대한 자신의 비전을 설명했다. "무기와 극단주의로부터 자유로운 비무장화된 가자 지구. 우리는 가자 지구에 정착하기를 원하지 않지만, 그곳에서 안보 책임을 유지해야 할 것입니다. 그곳은 이스라엘을 파괴하기를 원치 않는 팔레스타인인에 의해 운영되어야 합니다. 새로운 세대의 팔레스타인인들은 유대인을 미워하는 대신 우리와 평화롭게 사는 것을 배워야 합니다. 우리의 승리 후, 이 지역의 파트너들의 도움으로 가자 지구의 비무장화와 가자 지구의 극단주의 종식을 통해 우리는 평화와 번영의 미래를 가져올 수 있습니다."
2025년 2월, 이스라엘 야당 지도자 야이르 라피드는 이집트의 대외 부채 탕감 대가로 가자 지구를 최대 15년 동안 이집트에 반환할 것을 제안했다. 이집트는 이 제안이 팔레스타인 대의를 훼손한다며 거부했다.
4월 2일, 이스라엘 카츠는 3월 휴전 종료 후 대규모 공중 및 지상 작전이 재개됨에 따라 이스라엘 정부가 가자 지구의 "넓은 지역을 점령"할 의도라고 발표했다. 4월 17일, 카츠는 이스라엘군이 가자, 레바논, 시리아 일부 지역에 무기한 주둔할 것이라고 말했다. 5월 5일, 이스라엘 내각은 가자 지구 전체를 점령하고 불특정 기간 동안 점령할 계획을 승인했다. 극우 재무부 장관 베잘렐 스모트리치는 이스라엘의 새로운 공세에서 가자 지구가 "완전히 파괴될 것"이며 주민들은 다른 나라로 추방될 것이라고 말했다.
2025년 8월 8일, 안보 내각은 전쟁 종식을 위한 5가지 원칙을 승인했다. 여기에는 하마스 비무장화, 모든 인질 송환, 가자 지구 비무장화, 이스라엘의 안보 통제 유지, 하마스나 팔레스타인 자치 정부와 관련 없는 대체 민간 정부 수립이 포함된다. 이어서 베잘렐 스모트리치는 네타냐후의 전쟁 지휘에 대한 신뢰를 철회하며 그의 가자 전략이 약하다고 비판하고 하마스에 대한 결정적인 군사적 승리를 촉구했다.

### 도널드 트럼프의 제안
2025년 1월 두 번째 휴전 발표 후, 도널드 트럼프는 가자 지구 팔레스타인 인구 이주 의사를 발표했으며, 그달에 세 차례 더 그들이 이웃 아랍 국가에 재정착해야 한다는 입장을 반복했다. 2월 4일 네타냐후와의 회담에 앞서 트럼프는 국제법 위반이 될 가자 지구 팔레스타인 주민들을 영구적으로 이주시킬 의도를 명시했다. 그는 그날 저녁 네타냐후와의 기자회견에서 가자 지구를 미국이 점령할 것을 제안했다.
트럼프는 이웃 국가들이 가자 재건 비용을 지불하고 "세계인들"이 그곳에 살 것이라고 주장했다. 그는 필요하다면 미군을 파병하는 것도 배제하지 않았다. 2월 5일과 6일, 트럼프 보좌관들과 트럼프 자신은 미군 파병 의사를 포함한 일부 발언을 철회했다. 2월 10일, 트럼프는 가자 지구를 떠나는 팔레스타인인들은 귀환권이 없을 것이라고 말했다. 압둘라 2세 국왕과의 회담에서 트럼프는 미국이 가자 지구를 "전쟁으로 황폐해진 지역이다. 가자 지구다. 살 것이 없다"며 매입 대신 점령할 것이라고 말했다. 트럼프는 요르단이 가자 지구에서 이주한 팔레스타인인들을 받아들여야 한다고 제안했지만, 요르단 외무장관 아이만 사파디는 "그들은 요르단으로 오고 싶어 하지 않으며 우리도 그들이 요르단으로 오는 것을 원치 않는다"며 단호히 거부했다.
트럼프의 발언은 세계 지도자들로부터 비난을 받았지만, 이스라엘에서는 극우 국가안보부 장관 이타마르 벤그비르가 트럼프를 칭찬하며 팔레스타인 "이주"만이 전쟁의 유일한 해결책이라고 말했다. 네타냐후와 벤그비르는 가자 주민들의 계획된 이주를 "자발적 이주"로 특징지었지만, 통신부 장관 슐로모 카르히는 이송이 자발적이라기보다는 강제적일 것이라고 말했다.
트럼프는 아랍 연맹의 계획을 거부하며 "현재 제안은 가자 지구가 현재 거주 불능이며 주민들이 잔해와 불발탄으로 뒤덮인 영토에서 인도적으로 살 수 없다는 현실을 다루지 않는다"고 주장하며, 트럼프 행정부는 "지역에 평화와 번영을 가져오기 위해" 해당 영토를 계속 점령할 것이라고 말했다.
2025년 5월, 미국 특사 스티브 위트코프는 가자 지구 휴전을 제안했다. 이 제안에는 60일간의 휴전, 인질 28명 석방, 팔레스타인 수감자 1000명 이상 석방 및 인도주의적 원조 제공이 포함된 것으로 알려졌다. 이스라엘은 이 제안을 수락했다. 하마스는 계획 수정과 이스라엘 방위군의 가자 지구 완전 철수를 재차 요구했다.

### 아랍 연맹 제안
아랍 정부들은 트럼프의 이송 계획을 거부하고 대신 이집트의 제안을 지지했다. 3월 4일 카이로에서 열린 아랍 연맹 회의는 가자 지구 주민들을 제자리에 두면서 가자 지구 재건을 상세히 설명하는 530억 달러 규모의 계획을 수립했다. 이 제안에는 하마스의 무장 해제, 퇴진, 그리고 개혁된 팔레스타인 자치 정부의 새로운 선거 실시 요구도 포함되었다. 압델마지드 테분 알제리 대통령은 이 회의가 페르시아만 아랍 국가라는 "제한되고 협소한 아랍 국가 그룹에 의해 독점되었다"고 주장하며 회의를 보이콧했다. 하마스 또한 그룹의 무기는 협상 불가능하다고 재차 강조하며 계획을 거부했다.

### 기타
2025년 3월, 미국과 이스라엘은 가자 지구 주민들을 그들의 영토에 재정착시키는 방안을 논의하기 위해 이집트, 요르단, 수단, 시리아, 모로코, 푼틀란드, 그리고 소말릴란드 관리들과 접촉했다고 밝혔다. 이집트, 요르단, 그리고 수단은 이 제안을 거부했으며, 소말리아와 소말릴란드는 자신들이 접촉받지 않았다고 부인했다. 2025년 5월, 제2차 트럼프 행정부가 100만 명의 가자 주민을 리비아로 영구 재정착시키는 계획을 추진하고 있으며, 그 대가로 카다피 정권 전복 이후 미국이 동결했던 약 300억 달러의 자금을 리비아 당국이 동의할 경우 해제해 줄 것을 제안했다는 보도가 나왔다. 2025년 8월, 네타냐후가 가자 주민들의 재정착을 논의하기 위해 남수단과 협상 중이라는 보도가 나왔다. 이 계획에는 이스라엘, 미국, 아랍에미리트의 지지가 포함되어 재정적, 외교적 지원이 이루어질 예정이었다. 그러나 남수단 내각은 실제로 이 협정에 동의했지만, 남수단 전환 입법부와 남수단 정부의 다른 부분에서는 실패했다. 남수단은 나중에 이스라엘과의 이 주제에 대한 광범위한 회담을 공식적으로 거부했다.
4월 9일, 프랑스 대통령 에마뉘엘 마크롱은 프랑스가 6월까지 팔레스타인 국가를 인정할 수 있다고 말하며, 팔레스타인을 옹호하는 사람들이 차례로 이스라엘을 인정하는 집단적 역학 관계에 참여하고 싶다고 덧붙였다.

## 파급 효과
- 이스라엘의 헤즈볼라 본부 공습 후 솟아오르는 연기
- 이스라엘 북부 키리야트 쉬모나의 손상된 건물
- 지중해에 있는 두 척의 미국 항공모함 타격단.

전쟁의 파급 효과는 이스라엘과 이란 간의 기존 긴장을 크게 고조시켰으며, 저항의 축의 단체들은 미국 군사 기지에 공격을 감행했고, 예멘의 후티 운동은 홍해에서 상선을 공격하여 미국 주도의 군사 작전을 유발했다. 레바논 남부의 헤즈볼라와 예멘의 후티 운동은 전쟁 시작 직후 이스라엘을 공격했다. 이란의 지원을 받는 이라크와 시리아의 민병대 또한 미국과 이스라엘 방위군과 공격을 주고받았다.
이스라엘은 전쟁 내내 다마스쿠스 안팎의 목표물들을 폭격했으며, 2024년 4월 1일 다마스쿠스 이란 대사관 공격은 이스라엘에 대한 일련의 보복 공습으로 이어졌다. 7월 31일, 하마스 정치 지도자 이스마일 하니예는 마수드 페제시키안 대통령 취임식에 참석하기 위해 여행했던 테헤란에서 암살되었다. 그리고 10월 1일, 이란은 이스라엘에 약 200발의 미사일을 발사했다.
2024년 말, 이스라엘과 헤즈볼라 간의 1년간의 공격 교환은 이스라엘의 레바논 침공으로 확대되었고, 이후 휴전 협정으로 중단되었다. 2024년 11월 협정에 따라 이스라엘군은 2025년 1월까지 레바논에서 철수해야 했지만, 이스라엘은 거부했고 기한은 2025년 2월로 연장되었다. 이스라엘은 레바논 마을에서 병력을 철수했지만, 레바논의 의사와 달리 남부 레바논 고지대에 5개의 군사 전초 기지를 유지했다. 이 위기는 또한 아사드 정권의 붕괴와 현재 진행 중인 이스라엘의 시리아 침공을 목격했다. 2025년 4월, 이스라엘 국방부 장관 이스라엘 카츠는 이스라엘군이 가자, 레바논, 시리아에서 "정화하고 점령한" "안보 구역"에 무기한 주둔할 것이라고 선언했다.

### 요르단강 서안 지구 및 이스라엘

요르단강 서안 지구 전쟁 구역
요르단강 서안 지구 팔레스타인 위요지 (지역 A 및 B)
이스라엘 통제하의 요르단강 서안 지구 (지역 C)
이스라엘 합병 동예루살렘

국제앰네스티는 2024년 2월 5일 보고서를 발표하며 이스라엘이 요르단강 서안 지구에서 불법 살인을 자행하고 있으며 "팔레스타인인의 생명에 대한 소름 끼치는 무시"를 보이고 있고, 이스라엘군이 국제법을 명백히 위반하는 수많은 불법 폭력 행위를 자행하고 있다고 밝혔다.
전쟁 전, 2023년은 이스라엘 점령 요르단강 서안 지구에서 팔레스타인인에게 지난 20년 동안 가장 치명적인 해였다. 요르단강 서안 지구에서의 폭력은 전쟁 시작 이후 증가하여 607명 이상의 팔레스타인인과 25명 이상의 이스라엘인이 사망했다. 동시에 이스라엘 정착민 폭력은 2022년 전체의 856건에서 약 1,270건으로 더욱 증가했다. 유엔 보고서에 따르면 10월 7일 이후 약 1,000명의 팔레스타인인들이 정착민에 의해 강제 이주되었으며, 충돌의 거의 절반은 "이스라엘군이 공격을 감행하는 동안 이스라엘 정착민을 동반하거나 적극적으로 지원"했다. 서안 지구 보호 컨소시엄에 따르면, 10월 7일 공격 이후 6개 팔레스타인 공동체가 폭력으로 인해 버려졌다.
10월 19일, 요르단강 서안 지구 전역에서 밤새 진행된 이스라엘 공습으로 하마스 대원 60명 이상이 체포되고 12명이 사망했다. 체포된 인물 중에는 요르단강 서안 지구의 하마스 대변인 하산 유세프가 포함되었다.
7월, 이스라엘 당국은 점령된 요르단강 서안 지구의 12.7평방킬로미터 면적의 토지 압류를 승인했다. 피스 나우에 따르면, 이는 1993년 오슬로 협정 이후 승인된 단일 압류 중 가장 큰 규모였다. 이스라엘 당국은 또한 점령된 요르단강 서안 지구에 거의 5,300채의 새 주택을 건설할 계획을 승인했다. 2024년 7월까지 이스라엘의 토지 압류는 지난 20년간의 합계를 초과했다. 다음 달, 이스라엘 정부는 점령된 요르단강 서안 지구에 새로운 정착촌을 승인했으며, 극우 이스라엘 정부의 지원을 받아 이스라엘 정착민들이 진행 중인 전쟁을 이용해 정착 활동을 확대하고 있다는 보도가 나왔다. 여기에는 토지 압류와 대규모 정착 계획이 포함된다.
8월 7일, 와파 통신은 이스라엘군이 발라타 난민 캠프에 있는 파타 지역 본부를 파괴했다고 보도했다. 8월 28일, 이스라엘은 지난 20년 이상 만에 가장 큰 규모의 요르단강 서안 지구 북부 군사 작전을 시작했다. 이스라엘 외무부 장관 이스라엘 카츠는 이 작전이 "전면전"이라고 말했다. 이스라엘군은 제닌, 투바스, 나블루스, 라말라, 툴카르엠에서 동시 작전을 수행했다. 제닌에서 이스라엘군은 도시의 기반 시설을 파괴하고 남성 및 소년들을 대규모로 체포했다. 민간인들은 집에 갇혀 음식, 물, 약품에 접근할 수 없었다. 언론인들은 도시 접근이 거부되었고 군대는 병원과 구급차 접근을 차단했다. 하루 뒤, 안토니우 구테흐스 유엔 사무총장은 작전 중단을 촉구했으며, 주제프 보렐 EU 외교 정책 대표는 작전이 "가자 지구에서 전면적인 파괴를 포함한 전쟁 확장의 전제가 되어서는 안 된다"고 말했다. 9월 3일, 이스라엘 언론은 이스라엘 방위군이 요르단강 서안 지구를 "전투 지역"으로 분류하고 이제는 전쟁의 두 번째로 중요한 전선으로 보고 있다고 보도했다. 요아브 갈란트는 이스라엘이 요르단강 서안 지구 작전으로 "잔디를 깎고" 있지만, 결국에는 "뿌리를 뽑아내야 할 것"이라고 말했다. 9월 6일, 튀르키예계 미국인 시위자 아이셰누르 에이기가 나블루스 인근 시위에서 이스라엘 저격수에 의해 살해되었다.
10월 3일, 툴카르엠 난민 캠프에 대한 이스라엘의 공습으로 최소 20명이 사망했다. 11월 13일, 이스라엘 극우 재무부 장관 베잘렐 스모트리치는 2024년 미국 대통령 선거에서 도널드 트럼프의 승리로 이스라엘이 "유대와 사마리아에서의 주권"으로부터 "한 발짝" 떨어져 있다고 말했다. 이후 트럼프가 다음 주 이스라엘 대사로 지명한 마이크 허커비의 발언은 이스라엘의 요르단강 서안 지구 합병 가능성을 뒷받침했다. 2025년 1월 21일, 이스라엘 방위군은 요르단강 서안 지구에서 대규모 공습을 시작했다고 밝혔다. 1월 29일, 이스라엘 방위군은 탐문에서 무장 세력 그룹을 목표로 한 드론 공격을 실시하여 최소 10명이 사망했다고 밝혔다.

#### 이스라엘에서의 공격
11월 30일, 두 명의 팔레스타인 무장 괴한이 예루살렘의 기바트 샤울 분기점 버스 정류장에서 이스라엘 민간인 3명을 살해하고 11명에게 부상을 입혔다. 하마스는 자신들의 소행이라고 주장했다. 2024년 2월 16일, 팔레스타인 무장 괴한이 이스라엘 키르얏 말라키에서 이스라엘 민간인 2명을 총으로 쏴 죽이고 4명에게 부상을 입혔다. 범인은 현장에서 비번인 이스라엘 방위군 예비군에 의해 사살되었다. 4월 12일, 14세의 이스라엘 양치기가 라말라 근처에서 실종되었고 다음 날 사망한 채 발견되었다. 4월 15일, 팔레스타인인 두 명이 아크라바에서 이스라엘 정착민에 의해 살해되었다. 5월 13일, 타르쿠미야 검문소에서 가자 지구로 식량 보급품을 싣고 가던 트럭 호송대가 이스라엘 정착민의 공격을 받아 트럭이 손상되고 보급품이 땅에 버려졌다.

#### 이스라엘 교도소 및 구금 시설
이스라엘은 전쟁이 시작된 이후 요르단강 서안 지구와 가자 지구의 팔레스타인인, 그리고 이스라엘에 거주하는 팔레스타인 시민에 대한 행정 구금을 늘렸다. 행정 구금은 2023년 10월 이전에도 20년 만에 최고치를 기록하고 있었다. 전쟁 중 가자 지구에서 체포된 구금자들을 제외하고도 11,000명 이상의 팔레스타인인들이 이스라엘 감옥에 수감되어 있다. 10월 7일 이후 최소 60명의 팔레스타인인들이 이스라엘 구금 시설에서 사망했다. 이들은 국제법을 위반하며 기소나 재판 없이 구금되어 있다.
2023년 12월, 네게브 사막의 스데 테이만 구금 캠프에 있는 군사 기지가 이스라엘 방위군에 의해 구금 캠프로 전환되었다. 내부 고발자와 구금자들은 캠프에서 팔레스타인 구금자들에 대한 구타와 고문, 수갑으로 인한 부상, 의료 방치, 자의적 처벌 및 성적 학대로 인한 사지 절단 등을 보고했다. 포로들은 하마스 조직원이라는 거짓 자백을 강요당했다. 2024년 5월 캠프의 상황이 드러나자 이스라엘 최고 법원은 청문회를 개최했고, 이스라엘 방위군은 1,200명의 수감자를 오페르 교도소로 이송하기 시작했다. 구금자들은 교도소 간 이송 중에 심각한 폭력 사례를 보고했다.
여러 팔레스타인 의료 종사자들이 이스라엘군의 포위 공격 중에 가자 지구 병원에서 납치되었다. 12월 5일, 이스라엘군은 알-아우다 병원에 있던 성인 남성들을 납치하여 스데 테이만 캠프로 데려갔다. 아드난 알-부르시 박사는 구금되었다가 나중에 이스라엘 구금 시설에서 사망했다. 3월, 이스라엘군은 가자 지구 응급실 환자와 의사의 외상에 대한 첫 란셋 논문의 주 저자인 칼레드 알세르를 나세르 병원에서 납치했다. 8월 31일 현재 그는 여전히 구금되어 있으며 그의 행방은 알려지지 않고 있다.
알-아라비 TV 특파원 모하메드 아랍은 2024년 3월 가자 지구에서 납치되어 7월에 오페르 교도소로 이송되었다. 그의 처우에 대한 보도가 알-아라비에 유출된 후, 그는 구타당하고 위협당하고 고문당했다. 아랍의 증언에 따르면, 교도관들은 개와 소화기를 사용하여 다른 수감자들에게 성적 폭력을 가했다.
2024년 7월, 군사 경찰은 팔레스타인 구금자에 대한 "심각한 성적 학대 혐의"로 10명의 군인을 체포하기 위해 스데 테이만을 급습했다. 이스라엘 국가안보장관 이타마르 벤그비르와 극우 오츠마 예후디트당의 다른 의원들은 이 체포를 비난했다. 벤 그비르, 아미하이 엘리야후, 츠비 수콧, 니심 바투리를 포함한 체포된 군인들의 지지자들은 그날 밤 항의 시위를 위해 스데 테이만을 습격했다. 몇 시간 후, 시위자들은 군인들이 구금되어 있던 베이트 리드에 침입했다.
2024년 10월 7일, 미국 언론인 제레미 로프레도와 다른 세 명의 국제 및 이스라엘 언론인들이 2024년 10월 이란의 이스라엘 공습에 대한 보도로 "전쟁 중 적을 돕는" 혐의로 요르단강 서안 지구의 검문소에서 구금되었다. 언론인들의 카메라와 전화기가 압수되었다. 로프레도는 4일간의 구금 끝에 석방되었고, 10월 20일까지 출국이 금지되었다.
2025년 2월 현재, 가자 지구의 의료 종사자 중 최소 160명이 이스라엘에 의해 구금되어 있는 것으로 추정되며, 가자 지구 병원에서 끌려간 후 실종된 사람은 24명 더 있다. 7개월 동안 구금되었다가 기소 없이 석방된 알-시파 병원장 모하메드 아부 셀미아는 자신이 겪은 많은 학대들을 자세히 설명하며 이스라엘 감옥에서는 "고문 없는 날이 없다"고 말했다.

### 미국의 개입

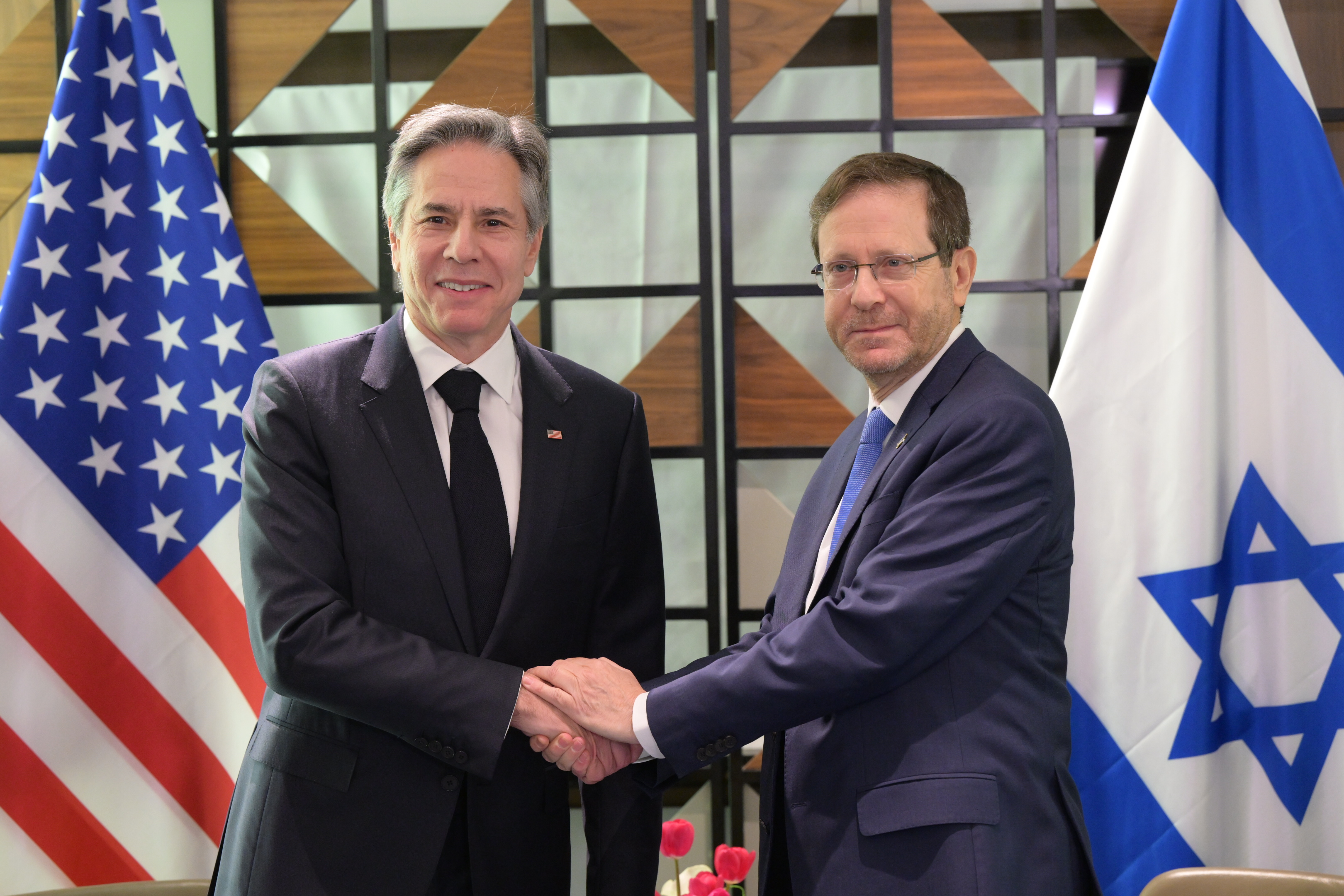
미국 국무장관 앤터니 블링컨과 이스라엘 대통령 이츠하크 헤르초그가 2024년 1월 9일 텔아비브, 이스라엘에 있다.

이스라엘에 대한 미국의 지원은 이 전쟁이 '첫 번째 미국-이스라엘 합동 전쟁'으로 불리게 했다. 상당한 군사, 재정, 외교적 지원과 더불어 미국은 이 전쟁에 직접적으로 개입했다. 100명의 미군 병력이 THAAD 대공 미사일 포대 운용을 위해 전투에 파병되었다. 또한 미국은 이스라엘에 정보를 제공하기 위해 가자 지구 상공에서 드론을 조종했다. 이 정보는 가자 지구에 있는 팔레스타인 무장 단체 지도자들과 인질들의 위치를 파악하는 것을 목표로 했으며, 여기에는 신와르의 위치에 대한 정보도 포함되었다.
2025년 3월 18일, 이스라엘의 가자 지구 기습 공격 후, 이스라엘 정부 대변인 데이비드 멘서는 작전이 "워싱턴과 완전히 조율되었다"고 말하며 트럼프 행정부의 "이스라엘에 대한 변함없는 지원"에 감사를 표했다. 4월 6일, 두 번째 THAAD 시스템이 미국에 의해 이스라엘에 배치되었다.

## 사상자

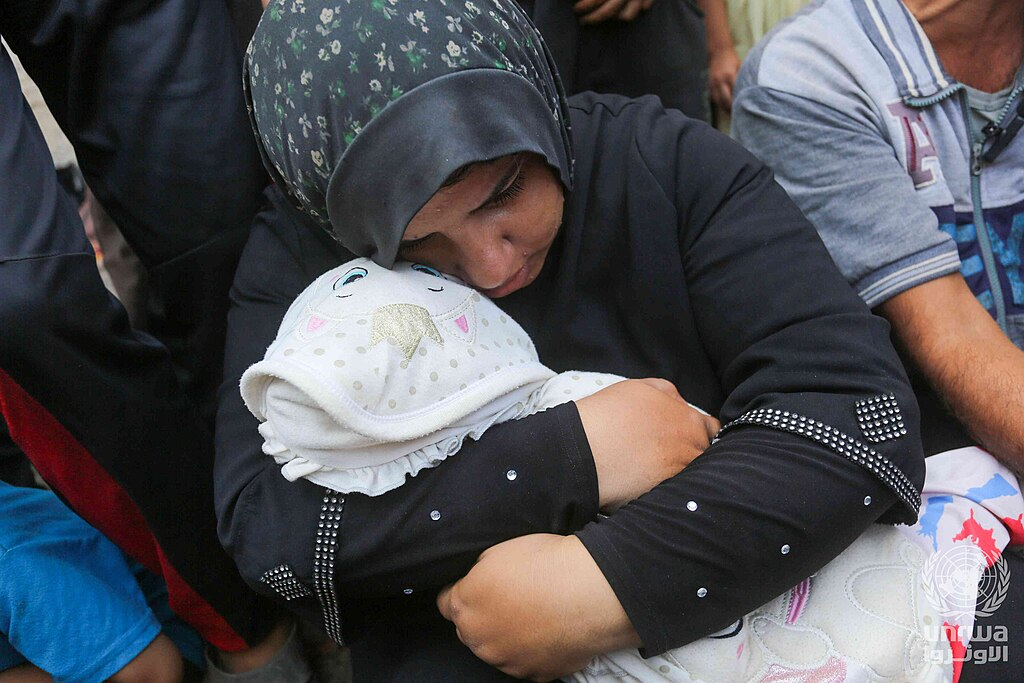
영양실조와 치료 부족으로 목숨을 잃은 4살 딸을 위해 우는 어머니

이스라엘 국방부 재활과에 따르면, 매달 약 1,000명의 병사가 부상을 입는다. 2024년 8월 14일, 국방부는 전쟁으로 인해 2030년까지 10만 명의 이스라엘 방위군 장애인 퇴역군인을 처리해야 할 것으로 예측했다.

## 인도주의적 위기

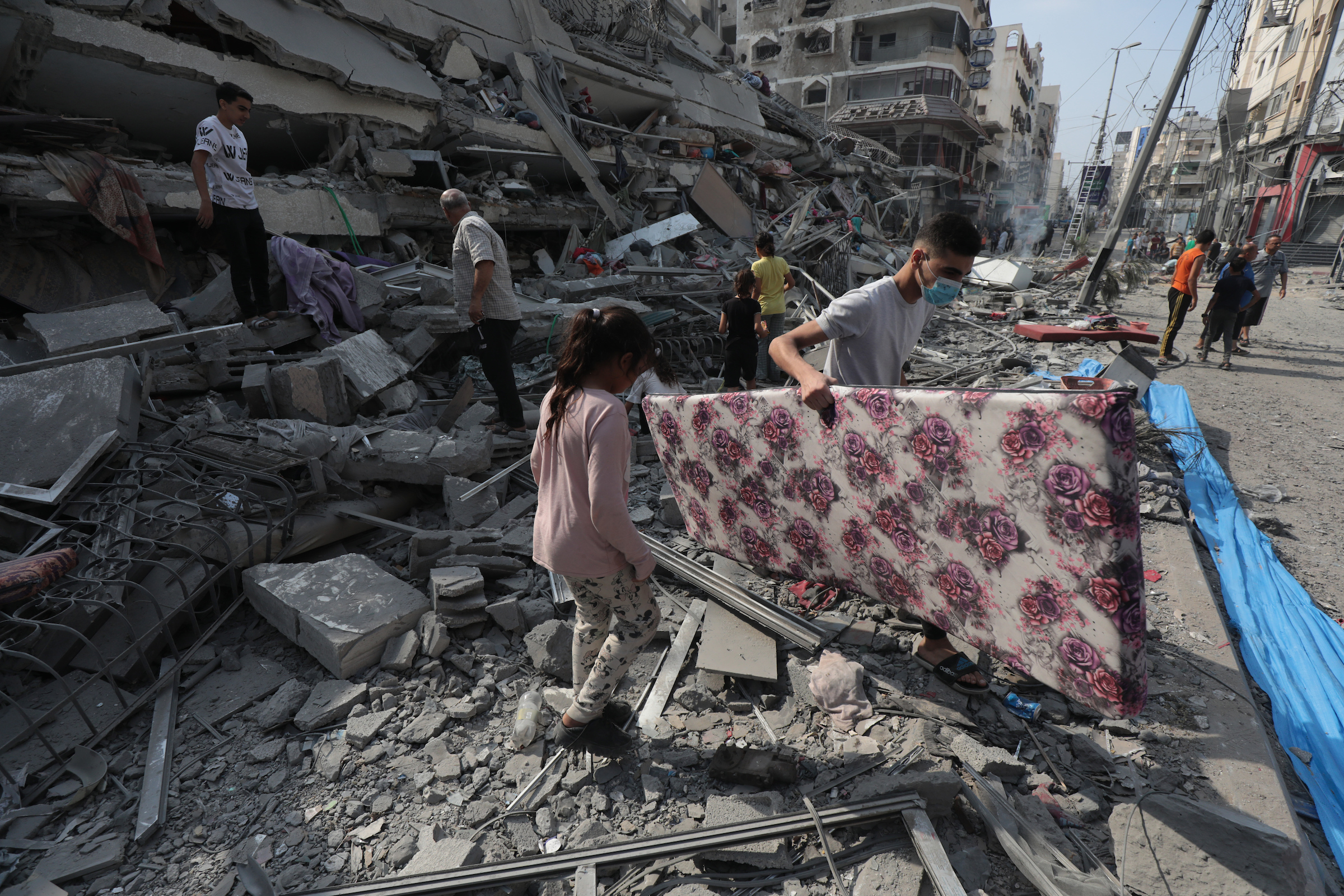
이스라엘 공습으로 파괴된 가자 지구의 아파트 폐허를 조사하는 주민들

가자 지구는 전쟁으로 인해 인도주의적 위기를 겪고 있으며, 기근과 같은 상황이 일부 지역에서 발생했으며 2024년 10월 현재 기근의 위험이 높게 지속되고 있는 기아 위기를 겪고 있다. 또한 의료 시스템 붕괴도 발생했다. 전쟁 시작 시 이스라엘은 지구에 대한 봉쇄를 강화하여 연료, 식량, 의약품, 물 및 필수 의료 용품의 심각한 부족을 초래했다. 이 봉쇄는 전력 가용성을 90% 감소시켜 병원 전력 공급, 하수 처리장, 식수를 제공하는 담수화 플랜트 가동 중단에 영향을 미쳤다. 2024년 7월에는 사용 가능한 물이 하루 1인당 4.74리터로, 긴급 상황에서 권장되는 최소량의 3분의 1에도 미치지 못했다. 의사들은 병원 과밀로 인한 질병 발생을 경고했다. 소아마비 유행은 대부분 성공적인 예방접종 캠페인의 대상이었다.
이스라엘 공습으로 인한 심각한 폭격은 가자 지구의 기반 시설에 치명적인 피해를 입혔고, 위기를 더욱 심화시켰다. 이스라엘의 통신 기반 시설에 대한 직접적인 공격, 전력 봉쇄, 연료 부족은 가자 지구의 가장 큰 통신망 제공 업체들의 거의 완전한 붕괴를 야기했다. 인터넷 접속 부족은 가자 지구 시민들이 사랑하는 사람들과 소통하고, 이스라엘 방위군 작전을 파악하고, 폭격에 가장 노출된 지역과 가능한 탈출 경로를 식별하는 것을 방해했다. 정전은 응급 서비스를 방해하여 시간에 민감한 부상자들을 찾고 접근하기 어렵게 만들었고, 인도주의 구호 기관과 언론인들을 방해했다. 2023년 12월까지 20만 명의 가자 주민(전체 인구의 약 10%)이 커넥팅 휴머니티에서 제공하는 eSIM을 통해 인터넷에 접속했다.
가자 보건부는 전쟁 첫 달에 4,000명 이상의 어린이가 사망했다고 보고했다. 안토니우 구테흐스 유엔 사무총장은 가자 지구가 "어린이들의 무덤이 되었다"고 말했다. 분쟁의 강도, 의료 기반 시설 파괴, 식량, 물, 주거지 부족, 민간인들이 피할 안전한 장소 부족, 그리고 UNRWA 자금 감소로 인해 팔레스타인인들의 간접적인 사망자는 훨씬 더 많을 것으로 예상되며, 란셋의 비동료 심사 서신에서는 가자 지구의 사망자 수가 전쟁으로 인한 미래 사망자를 포함하여 186,000명을 초과할 수 있다고 추정하고 있다.
2025년 4월 중순, 인도주의 단체 CEO 12명이 원조 시스템이 붕괴될 위험에 처해 있다는 성명에 서명했다. 5월 16일, 도널드 트럼프는 가자 지구의 기아를 인정하고, 민간 계약업체가 운영하고 이스라엘 군인들이 보호하는 허브 시스템을 통해 식량을 배급하는 미국-이스라엘 인도주의 지원 계획을 추진했다. 이 계획을 실행하기 위해 미국이 지원하는 가자 인도주의 재단이 설립되었고, 5월 말까지 운영을 시작할 준비가 되었다고 발표했다. 국제 구호 기관들은 미국-이스라엘의 구호 계획을 거부했는데, 이는 인도주의 지원을 무기화하고 중립 원칙을 위반하며, 대규모 이주를 악화시키고 필요한 지원 규모를 충족할 수 없을 것이라고 말했다.
5월 25일, 유엔 세계 식량 계획 상무이사 신디 매케인은 하루 약 100대의 트럭만이 통과되고 있다고 말했다. 봉쇄 전에는 하루 600대 이상의 트럭이 통과되었다. USAID는 식량 지원 절도 사례의 대부분에서 가해자를 식별할 수 없었지만, 하마스에 의한 광범위한 전용 증거는 없다고 결론 내렸다.
2025년 7월, 유엔 인도주의 조정관 톰 플레처는 충분한 양의 "트럭" (트럭) 식량 지원이 전달되지 않고 있다고 말했다. 예를 들어, 7월 27일에는 110대의 트럭이 가자 지구로 진입했지만, 2025년 초 두 달간의 휴전 기간 동안에는 하루에 600~700대의 지원 트럭이 통과했다. 트럼프는 가자 지구가 "진정한 기아"를 겪고 있다고 말했으며, 베냐민 네타냐후는 하마스를 비난했다. 2025년 7월 현재, 가자 지구 인구의 100%가 "높은 수준의 급성 식량 불안정"을 겪고 있으며, 약 20%는 재앙적인 수준을 겪고 있는 것으로 예측된다.

## 파괴 규모

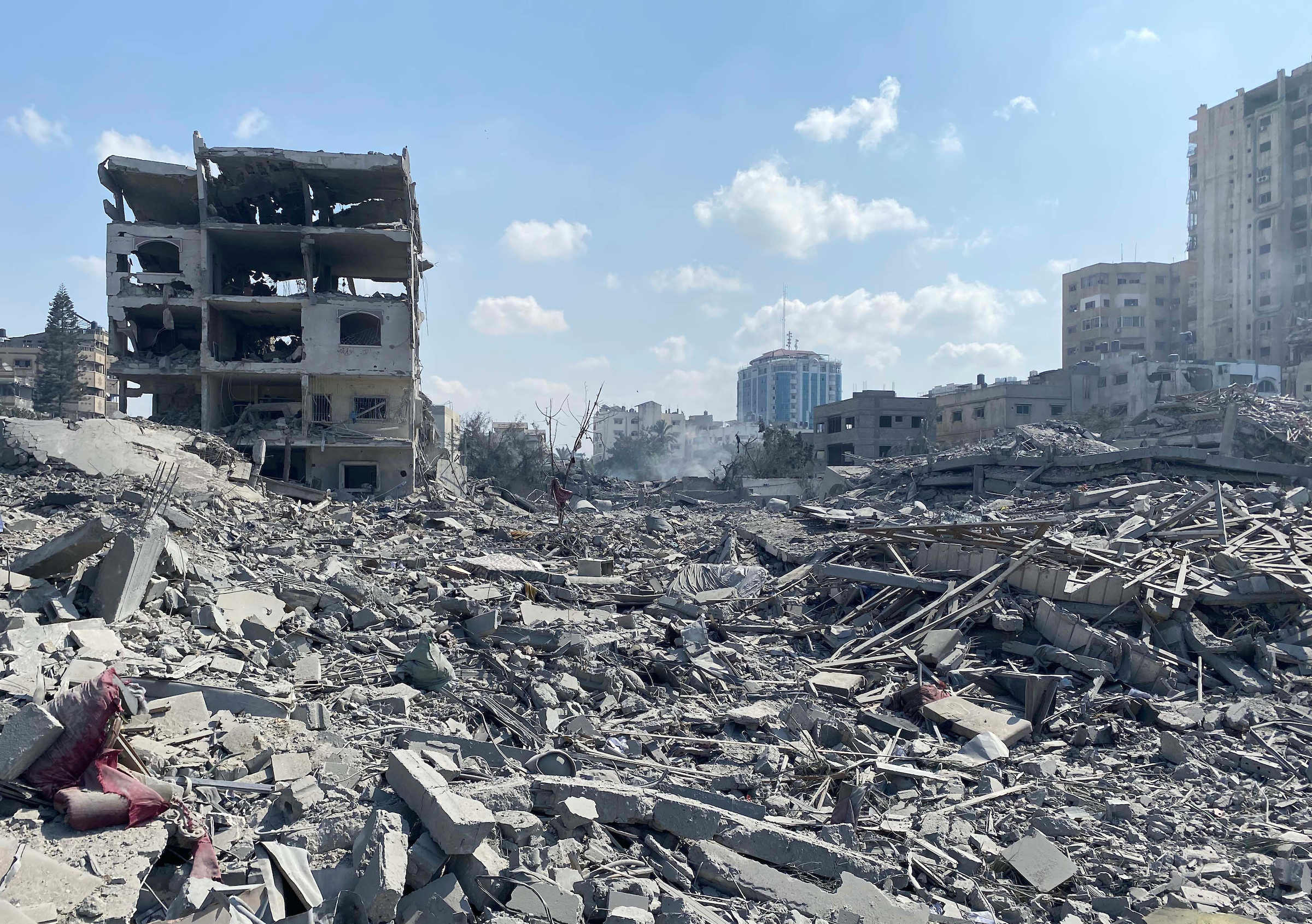
2023년 10월 10일 이스라엘 공습 후 가자시티의 리말

가자 지구의 건물 파괴 및 손상 규모와 속도는 현대 역사상 가장 심각한 수준 중 하나이며, 제2차 세계 대전 중 드레스덴, 함부르크, 런던 폭격을 합친 것보다 심각하며, 아파트 건물, 병원, 학교, 종교 시설, 공장, 쇼핑센터 및 시립 기반 시설이 포함된다. 2024년 1월 현재, 오리건 주립 대학교와 뉴욕 시립 대학교의 연구원들은 가자 지구 건물의 50~62%가 손상되거나 파괴된 것으로 추정했다. 북부 가자 지구의 건물 피해는 러시아의 우크라이나 침공의 바흐무트와 마리우폴, 알레포 전투의 알레포, 그리고 IS와의 전쟁의 모술과 라카의 피해를 초과하는 것으로 보고되었다. 이스라엘이 3개월 동안 가자 지구에 투하한 29,000발의 탄약은 이라크 침공 후 2004년에서 2010년 사이에 미국이 투하한 양(3,678발)을 초과했다. 위성 분석에 따르면, 도로의 68%, 온실의 70%, 그리고 나무 작물의 거의 70%가 손상되거나 파괴되었다. 1년 후, 유엔은 가자 지구에 총 4천2백만 톤의 잔해가 쌓여 있으며, 이를 치우고 재건하는 데 80년이 걸리고 800억 달러 이상의 비용이 들 수 있다고 추정한다.
가디언지는 파괴 규모가 국제 법률 전문가들로 하여금 "영토를 사람이 살 수 없게 만들려는 의도로 주거지를 대량 파괴하는 것"이라고 설명하는 도미사이드 개념을 제기하게 했다고 보도했다. 도시살해라는 용어도 가자 지구 도시와 기관의 파괴를 언급하는 데 사용되었다. 2024년 10월, 1년 이상 가자 지구에서의 이스라엘 전쟁 행위를 모니터링하고 분석한 후, 포렌식 아키텍처는 "대량학살의 지도: 2023년 10월 이후 가자 지구에서의 이스라엘의 행동"이라는 제목의 지도 플랫폼을 발표했다. 이 플랫폼에는 "가자 지구에서의 이스라엘의 군사 작전은 조직적이고 체계적이며, 삶의 조건과 생명 유지 기반 시설을 파괴하려는 의도를 가지고 있다"는 결론을 내린 827쪽 분량의 텍스트 보고서가 동반되었다.

## 전쟁 범죄

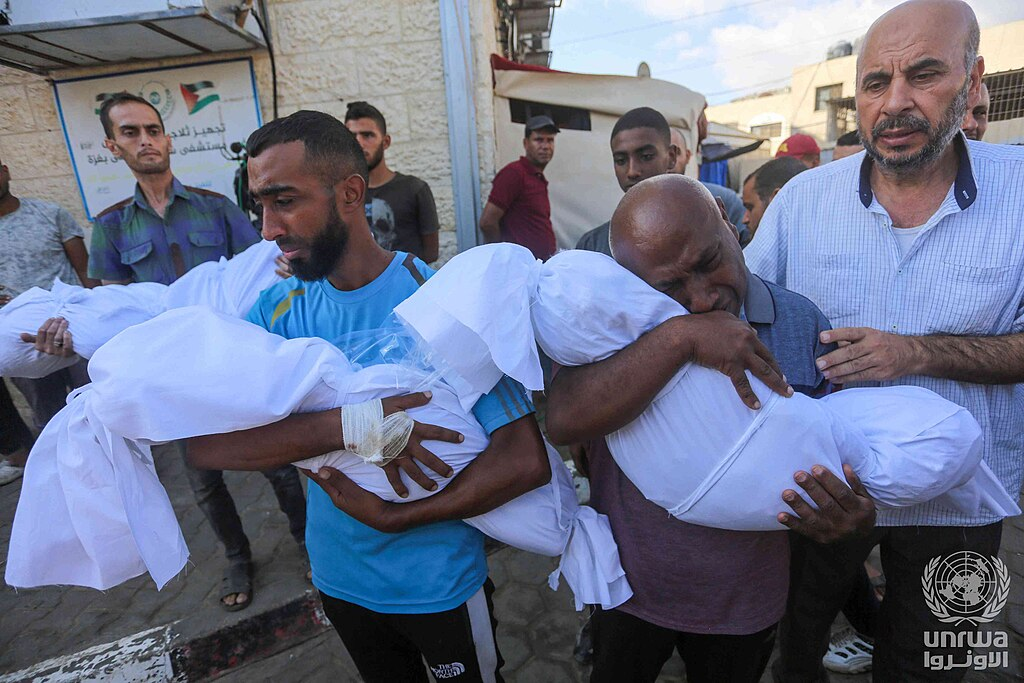
누세이라트 난민 캠프 폭격으로 사망한 친척들을 추모하는 팔레스타인인들

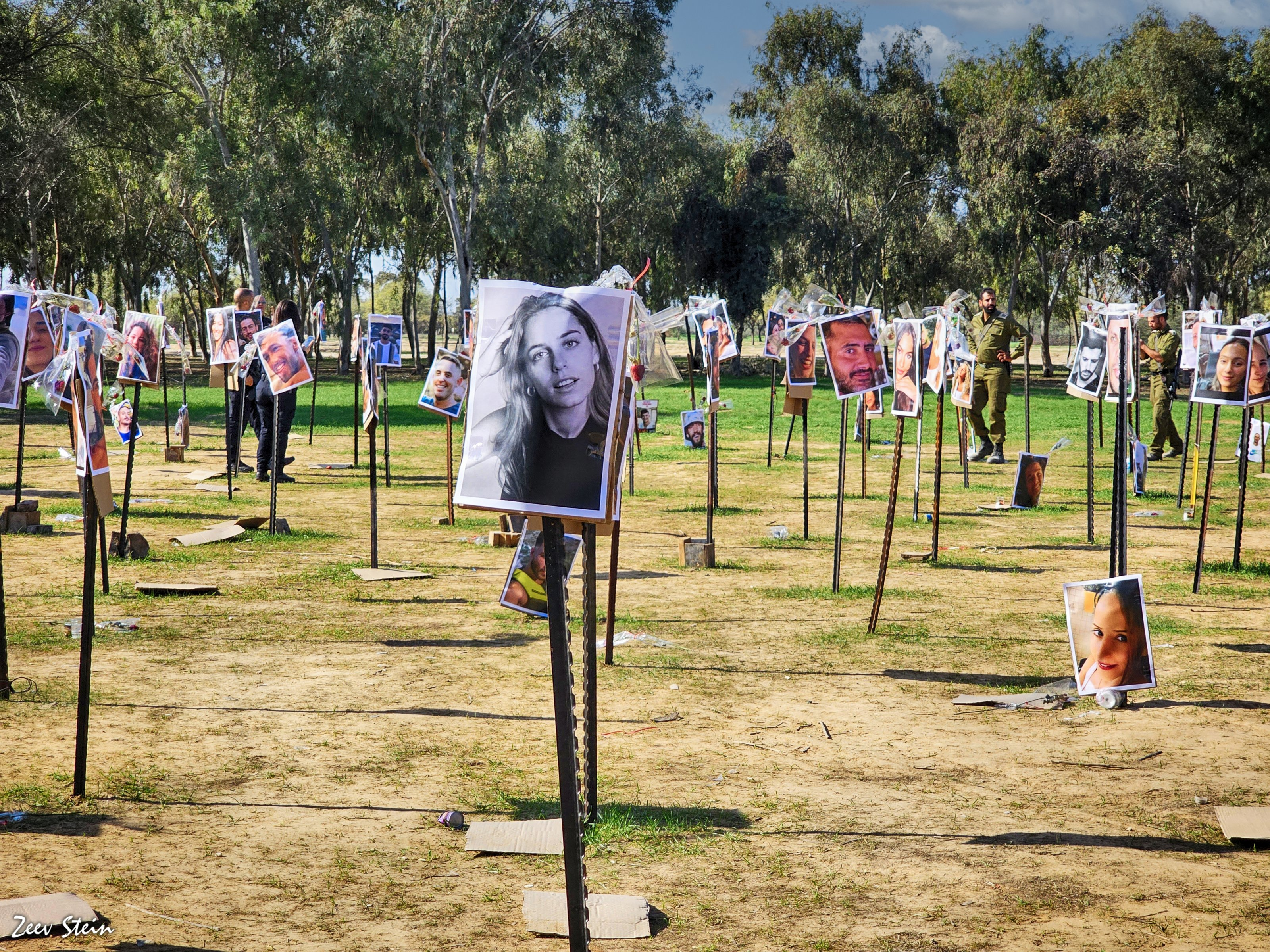
레임에서 발생한 노바 음악 축제 학살 중 사망한 이스라엘인들을 위한 기념비

유엔 이스라엘-팔레스타인 분쟁 위원회는 "이스라엘과 가자 지구에서 최근 발생한 폭력 사태에서 전쟁 범죄가 저질러졌을 수 있다는 명확한 증거가 있으며, 국제법을 위반하고 민간인을 표적으로 삼은 모든 이들은 책임을 져야 한다"고 밝혔다. 10월 27일, 유엔 인권최고대표사무소 (OHCHR) 대변인은 양측이 저지를 수 있는 전쟁 범죄를 검토하기 위해 독립적인 법원 설립을 촉구했다.
국제형사재판소 (ICC)는 2014년 6월 이후 팔레스타인국에서 저질러진 전쟁 범죄를 조사하기 위한 권한이 현재 분쟁까지 확장된다고 밝혔다. 5월 20일, ICC 검사 카림 칸은 전쟁 중 전쟁 범죄 및 인도에 반하는 죄 혐의로 하마스 지도자 야히아 신와르, 모하메드 데이프 및 이스마일 하니예와 이스라엘 총리 베냐민 네타냐후 및 당시 국방부 장관 요아브 갈란트에 대한 체포 영장을 신청할 의사를 발표했다. 11월 21일, ICC는 전쟁 범죄 및 인도에 반하는 죄 혐의로 네타냐후, 갈란트, 데이프에 대한 체포 영장을 발부했다. ICC는 데이프의 사망을 확인한 후 그의 체포 영장을 취소했다.
2024년 6월 7일, 이스라엘과 하마스 모두 유엔 사무총장이 제출한 무력 충돌 지역 아동 인권 침해를 기록한 연례 보고서의 부록인 '수치스러운 목록'에 추가되었다. 과거 보고서는 이스라엘이 아동에 대한 중대한 인권 침해를 저질렀다고 비난했지만, 이스라엘은 부록에 포함된 적이 없었다.
2024년 6월 19일, 유엔 점령 팔레스타인 영토 독립 조사 위원회는 유엔 인권 이사회에 2023년 10월 7일부터 12월 31일까지의 전쟁에 대한 상세 보고서를 제출하여, 하마스와 이스라엘 모두 전쟁 범죄를 저질렀으며 이스라엘의 행동은 인도에 반하는 죄에도 해당한다고 확인했다. 두 번째 보고서에서 위원회는 이스라엘이 가자 지구의 의료 시스템을 파괴하는 정책을 수행했다고 밝혔다.
6월 보고서는 하마스 군사 부문과 6개 팔레스타인 무장 단체가 민간인에 대한 고의적 공격, 살인 또는 고의적 살해, 고문, 비인도적이거나 잔인한 대우, 재산 파괴 또는 압류, 개인 존엄성 침해, 아동을 포함한 인질 납치 등의 전쟁 범죄에 책임이 있다고 밝혔다. 가자 지구에서의 IDF 작전 및 공격과 관련하여 위원회는 이스라엘 당국이 전쟁 수단으로 기아 유발, 살인 또는 고의적 살해, 민간인 및 민간 시설에 대한 고의적 공격, 강제 이송, 성폭력, 고문 및 비인도적이거나 잔인한 대우, 자의적 구금 및 개인 존엄성 침해 등의 전쟁 범죄에 책임이 있다고 결론 내렸다. 또한 이스라엘이 팔레스타인인에 대한 절멸 및 팔레스타인 남성과 소년을 표적으로 하는 성적 박해를 포함한 수많은 인도에 반하는 죄를 저질렀다고 밝혔다. 위원회는 팔레스타인 국제형사재판소 수사의 일환으로 이스라엘과 하마스가 저지른 범죄와 관련된 7,000건의 증거를 ICC에 제출했다고 밝혔다.

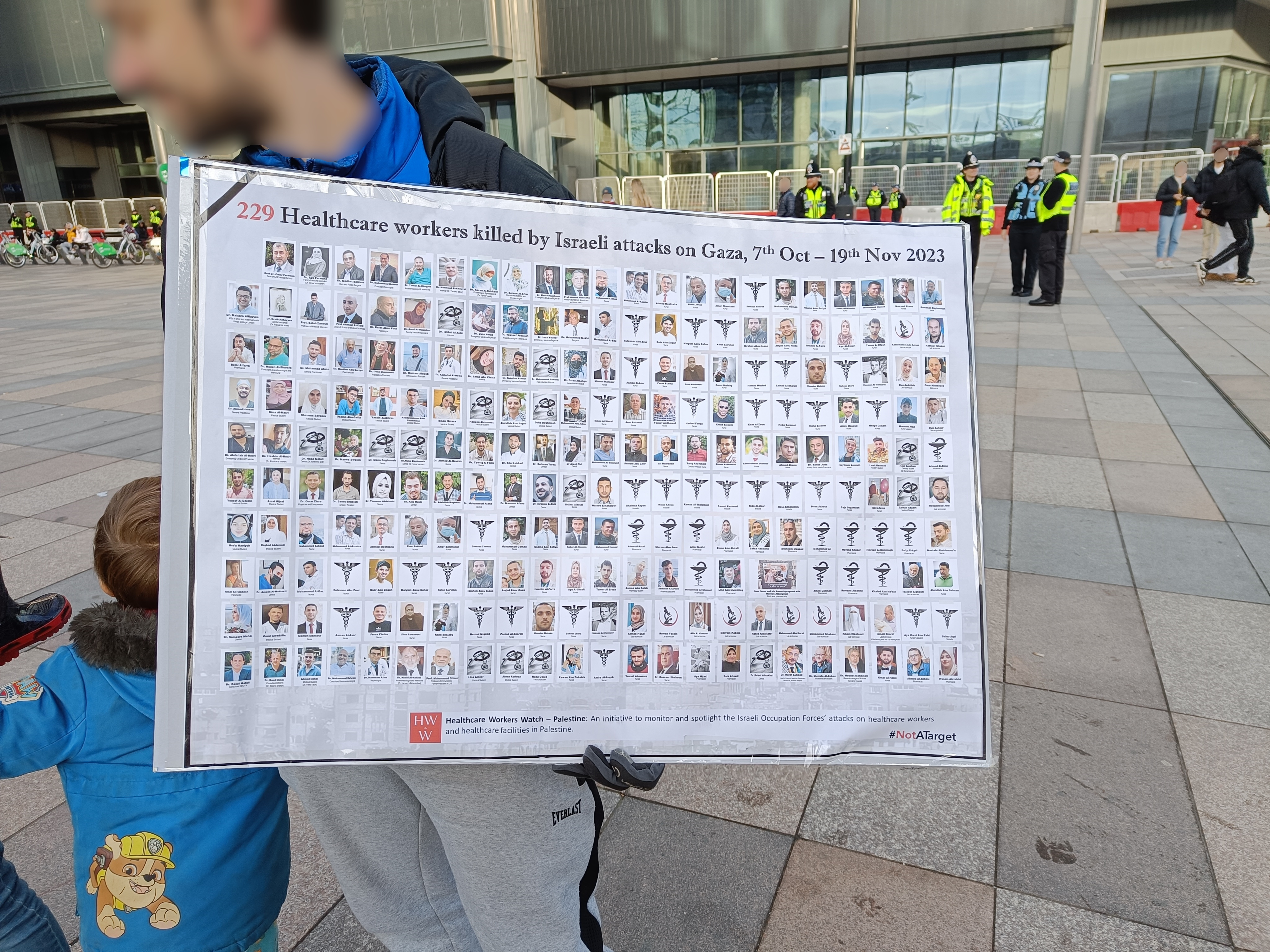
2023년 11월 25일 가자 전쟁에서 살해된 팔레스타인 의료진 사진

2024년 10월에 발표된 또 다른 보고서에서 위원회는 이스라엘이 "의료진 및 시설에 대한 끊임없는 고의적 공격으로 전쟁 범죄와 절멸의 인도에 반하는 죄를 저지르고 있다"고 비난했으며, IDF가 의료진을 고의로 살해하고 고문하며, 의료 차량을 표적으로 삼고, 환자가 가자 지구를 떠나는 것을 제한했다고 비난했다. 보고서는 또한 이스라엘 군사 캠프 및 시설에 구금된 팔레스타인인들의 상황을 다루었으며, 수천 명의 아동 및 성인 구금자들이 물리적 및 심리적 폭력, 강간 및 기타 형태의 성폭력 및 성별 기반 폭력, 고문에 해당하는 환경을 포함한 광범위한 학대에 직면했으며, 이러한 학대 또는 방치로 인한 사망은 전쟁 범죄 및 생명권 침해에 해당한다고 강조했다. 이스라엘은 조사가 "반이스라엘" 편견을 가지고 있다고 주장하며 협력을 거부했다.
2024년 12월 5일, 앰네스티 인터내셔널은 이스라엘이 가자 지구 팔레스타인인들을 상대로 집단 학살을 저지르고 있다는 결론을 담은 보고서를 발표했다. 그리고 2024년 12월 19일, 휴먼 라이츠 워치는 179페이지 분량의 보고서를 발표하여 이스라엘이 가자 지구의 팔레스타인인들이 기본적인 인간 생존에 필요한 안전한 식수와 위생 시설에 접근하는 것을 고의로 방해함으로써 대량학살 범죄를 저지르고 있다고 결론 내렸다.
2025년 3월 13일, 유엔 점령 팔레스타인 영토 독립 조사 위원회는 가자 지구 여성 의료 시설에 대한 이스라엘의 공격이 "가자 지구 팔레스타인인들의 생식 능력을 부분적으로 파괴하는" 집단 학살 행위에 해당한다는 보고서를 발표했다. 이스라엘 총리 베냐민 네타냐후는 이 보고서를 "거짓되고 터무니없다"고 비난하며 유엔 인권 이사회가 반이스라엘적이고 반유대주의적이라고 비난했다.
2025년 7월 13일, 브라질 외교부 장관 마우루 비에이라는 브라질이 이스라엘이 가자 지구에서 집단 학살을 저질렀다고 비난하는 남아프리카 공화국의 국제사법재판소 소송에 공식적으로 참여할 것이라고 발표했다. 2025년 7월 28일, 이스라엘 인권 단체인 브체렘과 Physicians for Human Rights–Israel는 이스라엘의 가자 캠페인이 집단 학살이라고 주장하는 보고서를 발표했다. 브체렘 보고서는 또한 유럽과 미국 지도자들이 집단 학살을 가능하게 했다고 주장했다. 다양한 집단 학살 연구 및 국제법 학자들도 이스라엘이 가자 지구에서 집단 학살을 저지르고 있다고 밝혔다.

## 외교적 영향

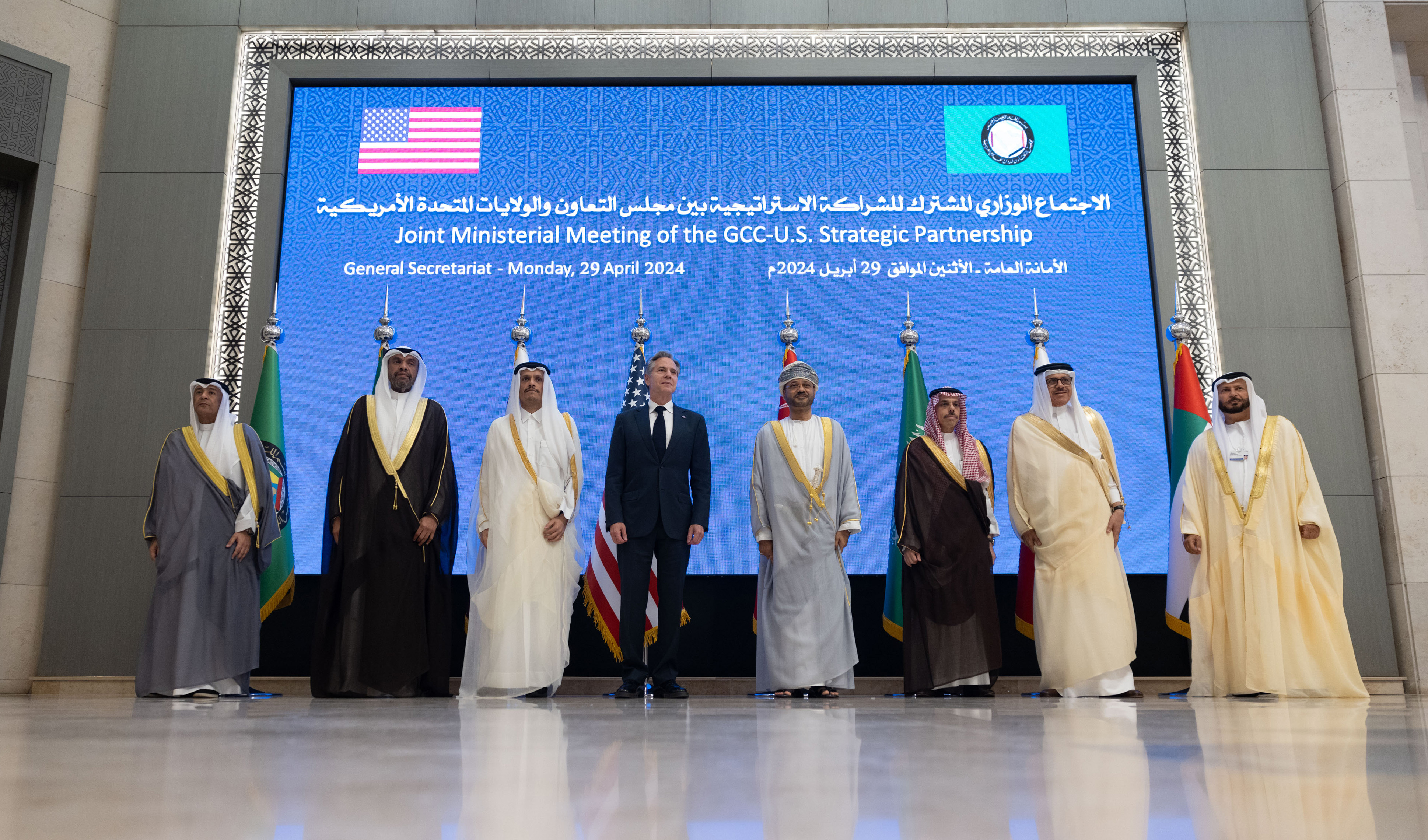
2024년 4월 19일 사우디아라비아 리야드에서 미국 국무장관 블링컨과 걸프 협력 회의 회원국 외교부 장관들

전쟁은 외교적 위기를 촉발했으며, 전 세계 국가들이 분쟁에 강력하게 반응하여 지역 관계의 추진력에 영향을 미쳤다. 최소 9개국이 대사를 철수하거나 이스라엘과의 외교 관계를 단절했다. 이 전쟁은 또한 더 광범위한 분쟁에 대한 두 국가 해법에 대한 새로운 초점을 가져왔다. 전쟁 중 이스라엘에 대한 세계 여론은 하락했다. 2024년 1월에 발표된 모닝 컨설트 여론조사에 따르면 미국만이 이스라엘에 대한 순 긍정 승인률을 가진 유일한 부유국으로 나타났다.
협상은 휴전 가능성에 초점을 맞추었으며, 미국, 이집트 및 카타르가 이스라엘과 하마스 간의 협상 중재자 역할을 했다. 유엔 안전 보장 이사회는 2024년 3월 결의안 2728호를 통과시켜, 라마단 한 달 동안 즉각적인 휴전과 인질들의 무조건적인 석방을 요구했다. 유엔 안전 보장 이사회는 2024년 6월 결의안 2735호를 통과시켜, 3단계 휴전 제안을 수용할 것을 요구했다.
중국의 중재를 거쳐 2024년 7월 23일, 하마스와 파타를 포함한 팔레스타인 단체들은 분열을 끝내고 가자 지구를 위한 통합 정부를 구성하기로 합의했으며, 이를 베이징 선언으로 발표했다.
유엔 총회에서 사우디아라비아는 두 국가 해법을 추진하기 위한 글로벌 연합을 발표했다. 노르웨이 외교부 장관 에스펜 바르트 에이데는 팔레스타인 국가 구현 및 두 국가 해법을 위한 글로벌 연합 출범에 거의 90개국이 참여했다고 밝혔다. 9월 29일, 사우디아라비아는 팔레스타인 자치 정부에 6회에 걸쳐 6천만 달러의 원조를 보낼 것이라고 밝혔으며, 이는 고위 팔레스타인 자치 정부 관계자에 따르면 이스라엘의 재정적 제약에도 불구하고 팔레스타인 자치 정부의 재정 상태를 유지하고 두 국가 해법 추진을 유지하기 위한 수단으로 간주된다.
2025년 8월 9일, 카타르 총리는 미국 특사 스티브 위트코프와 만나 전쟁 종식을 대가로 모든 인질(생존 및 사망)의 귀환을 위한 잠재적 합의에 대해 논의했다. 이 회의는 이집트-카타르 공동 제안을 "실현 가능하게" 만드는 것을 목표로 한다. 이스라엘 정보 기관 모사드의 국장은 8월 14일 협상을 위해 카타르를 방문했다. 카타르와 이집트 외에도 튀르키예도 전쟁 종식 협상에 참여하고 있다.

## 반응

### 이스라엘
이스라엘 정부의 10월 7일 하마스 주도 이스라엘 공격에 대한 대응은 가자 지구 침공을 포함한 군사적 대응을 포함한 여러 측면을 가지고 있다. 10월, 크네세트는 이스라엘 전쟁 내각을 승인하여 국가통일당 장관들을 추가하고 정부를 변경했다. 베냐민 네타냐후와 베니 간츠는 비전쟁 입법을 동결하고 군사 권한을 가진 전쟁 내각을 수립했다.
정착촌 확장과 관리들의 발언은 불안을 고조시켰고, 이스라엘 내 시위로 이어졌다. "테러 자료" 소비를 범죄화하는 크네세트 법안은 비판을 받았다.
12월 25일 월스트리트 저널과의 인터뷰에서 네타냐후는 이스라엘의 목표는 "하마스를 파괴하고, 가자 지구를 비무장화하며, 팔레스타인 사회 전체를 탈급진화하는 것"이라고 말했다.
이스라엘 사회에서는 가자 지구에서의 군사 작전에 대한 광범위한 지지가 있었다. 2023년 12월 이스라엘 민주주의 연구소가 실시한 여론조사에서는 유대계 이스라엘인의 87%가 가자 지구 전쟁을 지지하는 것으로 나타났다.
2024년 2월 초 이스라엘 민주주의 연구소가 510명의 이스라엘 시민을 대상으로 실시한 또 다른 설문조사에서 응답자의 68%는 모든 국제 원조가 가자 지구로 들어오는 것을 막는 것을 지지했다.
2025년 3월 펜실베이니아 주립 대학교가 의뢰하여 1,005명의 이스라엘 유대인 대표 표본을 대상으로 실시한 여론조사에서 82%가 가자 지구 주민의 강제 추방을 지지했다. 또한 47%는 "적 도시를 정복할 때 IDF는 여호수아가 예리코를 정복했을 때 이스라엘인들처럼 행동해야 하는가, 즉 모든 주민을 죽여야 하는가?"라는 질문에 긍정적으로 답했다.

### 점령 팔레스타인 영토
처음에 팔레스타인 대통령 마흐무드 압바스는 "정착민과 점령군 테러"에 대한 팔레스타인 민족의 자위권을 주장했고 이스라엘의 가자 북부 주민 대피 명령을 "두 번째 나크바"라고 비난했다. 나중에 압바스는 양측의 민간인 살해를 거부하고 팔레스타인 해방기구가 팔레스타인 민족의 유일한 대표라고 말했다.
Palestinian Center for Policy and Survey Research가 2023년 12월에 실시한 여론조사에 따르면 응답자의 72%(가자 지구 주민의 52%, 서안 지구 주민의 85%)가 10월 7일 공격을 승인했다. 2024년 후속 여론조사에서는 응답자의 3분의 2가 계속해서 공격을 승인하는 것으로 나타났다. 응답자의 약 90%는 하마스가 10월 7일 공격 동안 잔학 행위(여성 및 아동 살해, 성폭력)를 저질렀다고 믿지 않았으며, 이를 적의 선전으로 보았다. 가자 지구 응답자의 절반은 하마스가 전쟁에서 승리할 것으로 예상했고, 4분의 1은 이스라엘이 승리할 것으로 예상했다.

### 국제

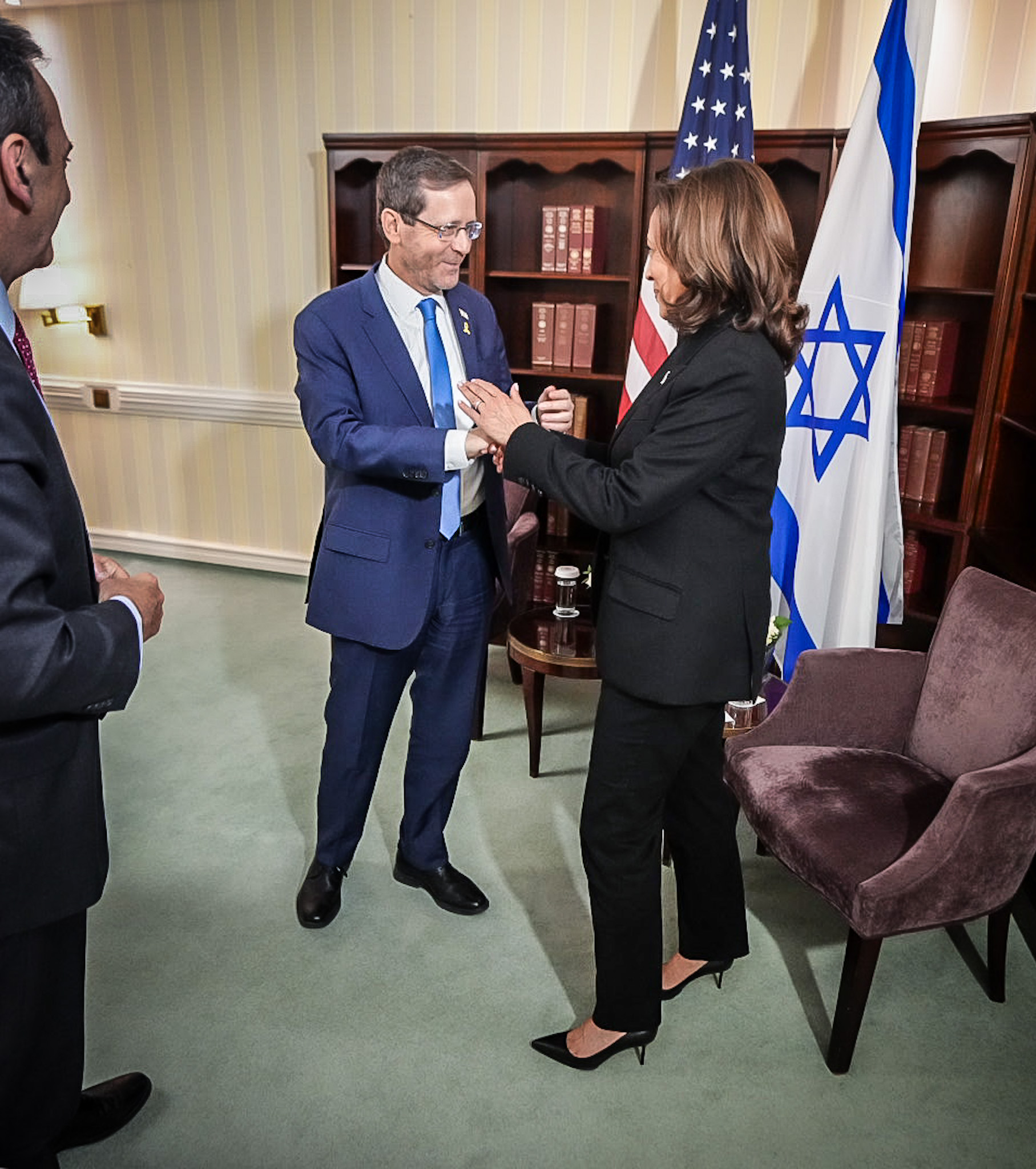
2024년 2월 독일에서 열린 제60차 뮌헨 안보 회의에서 미국 부통령 카멀라 해리스와 이스라엘 대통령 이츠하크 헤르초그

전쟁 중 상당한 지정학적 분열이 나타났다. 이스라엘의 전통적인 서방 동맹국들은 이스라엘에 외교적 지원과 무기를 제공했다. 여기에는 미국, 영국, 그리고 독일이 포함된다. 그러나 여러 유럽 국가들은 이스라엘의 행동에 덜 지지적이었으며, 특히 스페인, 노르웨이, 그리고 아일랜드는 2024년 6월에 협력하여 팔레스타인 국가를 공식적으로 인정했다. 스페인과 아일랜드는 또한 남아프리카 공화국의 이스라엘에 대한 집단 학살 소송을 지지했다. 이로 인해 이스라엘은 보복 조치로 세 나라의 대사를 모두 소환했고, 나중에 더블린 주재 대사관을 폐쇄할 것이라고 발표했다. 유럽외교협회의 휴 로바트(Hugh Lovatt)는 냉전 시대에 이스라엘은 소련이 지원하는 아랍 국가들에 대항하여 서방과 편을 들었으며, 서방 지도자들은 일반적으로 이스라엘을 "자유민주주의 클럽의 동료 회원"으로 보았고, 이것이 부분적으로 "현재 주로 반사적으로 이루어지는 이스라엘에 대한 지속적인 강력한 서방 지원을 설명한다"고 말한다. 최소 44개국이 하마스를 비난하고 10월 7일의 행위를 테러로 명시적으로 규탄했으며, 여기에는 미국, 영국, 프랑스, 이탈리아, 독일의 공동 성명이 포함된다.
이와 대조적으로 이슬람 세계와 글로벌 사우스의 대부분은 이스라엘과 그 동맹국들의 행동을 비난하며 "서방의 도덕적 권위"를 비판하고 이중 잣대가 인권을 둘러싸고 있다고 주장했다. 그들의 견해로는, 이중 잣대는 러시아의 우크라이나 영토 침공과 점령을 비난하면서도 이스라엘의 팔레스타인 영토 점령을 확고히 지지하는 것이다. 볼리비아는 분쟁의 결과로 이스라엘과의 모든 관계를 단절했으며, 콜롬비아와 칠레는 자국 대사를 이스라엘에서 소환했다.
미국과 독일은 이스라엘에 상당한 군사 및 의료 지원을 제공했다. 영국은 영국 기업들이 이스라엘에 무기를 판매할 수 있도록 허가증을 발급하며, 이는 이스라엘 군사 수입의 1% 미만을 차지한다. 2024년 9월, 영국은 일부 군사 수출품이 국제법을 위반하는 데 사용될 "명백한 위험"이 있다는 이유로 이스라엘에 대한 일부 군사 수출을 중단했다.
이스라엘 정부의 대응은 국제적인 시위, 체포, 그리고 괴롭힘을 촉발했다.

### 외국인 대피
브라질은 공군 수송기를 이용한 자국민 구조 작전을 발표했다. 폴란드는 200명의 폴란드 국적자를 대피시키기 위해 두 대의 C-130 수송기를 배치할 것이라고 발표했다. 헝가리는 10월 9일 두 대의 항공기를 이용해 자국민 215명을 이스라엘에서 대피시켰고, 루마니아는 같은 날 TAROM 항공기 두 대와 민간 항공기 두 대를 이용해 두 순례단을 포함한 자국민 245명을 대피시켰다. 호주도 본국 송환 항공편을 발표했다. 이스라엘에 있던 나이지리아 순례자 300명은 요르단으로 피신한 후 본국으로 항공 이송되었다.
10월 12일, 영국은 이스라엘에 있는 자국민을 위한 항공편을 마련했으며, 첫 비행기는 그날 벤 구리온 공항을 출발했다. 정부는 상업 항공편이 가능했기 때문에 자국민을 대피시키지 않을 것이라고 이전에 밝혔었다. 그러나 대부분의 상업 항공편이 중단되었다. 네팔은 이스라엘에 체류 중이던 자국민 254명 이상을 대피시키기 위한 항공편을 마련했다. 인도는 이스라엘에서 자국민을 대피시키기 위해 아자이 작전을 시작했다. 우크라이나는 10월 18일 현재 이스라엘에서 약 450명의 자국민 대피를 지원했으며, 가까운 시일 내에 추가 대피 항공편이 계획되어 있다.

## 영향

### 지역적 영향
다니엘 바이먼과 알렉산더 팔머에 따르면, 이번 공격은 팔레스타인 해방기구 (PLO)의 쇠퇴와 하마스가 팔레스타인 정치에서 권력의 중심지로 부상했음을 보여주었다. 그들은 현상 유지가 계속된다면 PLO가 더욱 쇠퇴할 것이라고 예측했다. 라이스 알라지루니는 하마스 공세의 즉각적인 영향은 하마스와 PLO를 단결시키는 것이었다고 썼다.
이스라엘의 채널 12 수석 정치 평론가인 아미트 세갈은 이번 분쟁이 베냐민 네타냐후의 총리 생존을 시험할 것이라고 말하며, 과거 전쟁들이 1973년 욤 키푸르 전쟁 이후 골다 메이어 정부, 1982년 레바논 전쟁 이후 메나헴 베긴 정부, 2006년 레바논 전쟁 이후 에후드 올메르트 정부와 같은 여러 전임자들의 정부를 전복시켰다는 점을 언급했다. 일부 관찰자들이 현 정부가 내부 반대, 사법 개혁, 팔레스타인 영토에 대한 이스라엘의 점령 심화 노력에 더 집중했기 때문이라고 돌린 이스라엘 정보 실패를 인용하며, 일부 평론가들은 네타냐후가 PLO를 제쳐두고 하마스를 지원한 것을 비판하며, 그를 걸림돌이라고 묘사했다.
The Times of Israel의 분석에서 신문은 "하마스는 세계의 눈을 팔레스타인인들에게 다시 돌려놓았고, 이스라엘과 사우디아라비아 간의 획기적인 미국 중재 협정을 확보하려는 추진력에 심각한 타격을 입혔다"고 썼다. 안드레아스 클루스는 블룸버그 뉴스 칼럼에서 하마스가 "바이든의 중동 재편 협정을 불태웠다"고 썼으며, 사우디아라비아, 이스라엘, 미국 간에 논의되던 협정이 팔레스타인인들을 외면했을 것이므로 하마스가 "전체를 폭파하기로" 결정했다고 주장했다. 그는 가자 지구에서 볼 때, 네타냐후의 연정 파트너들이 두 국가 해법에 반대한다는 점을 고려할 때 상황은 더욱 악화될 것이라고 덧붙였다. 그는 이스라엘을 아파르트헤이트 국가로 만들더라도 서안 지구 전체를 합병하는 것을 선호할 것이라고 제안했다.

### 경제적 영향
이스라엘 은행은 2025년까지 전쟁으로 인해 이스라엘에 670억 미국 달러의 비용이 발생할 것으로 추산했으며, 이는 미국이 지금까지 군사 지원을 위해 할당한 227억 6천만 달러의 일부인 145억 달러의 미국 원조 패키지를 제외한 금액이다.
빨리 2023년 11월 9일, 이스라엘 은행은 전쟁으로 인한 노동 공급 감소로 이스라엘 경제에 주당 6억 달러, 즉 주간 GDP의 6%에 달하는 비용이 발생하고 있다고 보고했다. 은행은 또한 이 추정치에 팔레스타인 및 외국인 노동자의 부재로 인한 피해는 포함되지 않았다고 밝혔다. 2023년 마지막 분기에는 건설 분야의 노동력 부족과 30만 명의 예비군 동원으로 인해 이스라엘 경제가 전분기 대비 5.2% 위축되었다. 이스라엘은 여전히 2%의 경제 성장을 보였지만, 이는 전쟁 전년도의 6.5% 성장에 비해 하락한 수치이다. 소비자 지출은 27%, 수입은 42%, 수출은 18% 감소했다.
이스라엘의 하이테크 공장들은 12월에 중국산 전자제품 수입에 대한 최근의 관료적 장애물로 인해 수입 비용이 증가하고 배송 시간이 지연되었다고 보고했다. 이스라엘 관리들은 또한 이스라엘 건설 및 농업 분야의 노동력 부족을 배경으로 중국이 전쟁 중 자국으로 노동자를 보내는 것을 거부했다고 보고했다. 중국의 행동은 데 팍토 제재로 묘사되었다.
3,500명의 회원을 가진 인도 수송 노동자 연맹은 이스라엘로 무기를 운반하는 선박을 운항하지 않을 것이라고 밝혔다. 이 선언은 한 인도 회사가 가자 전쟁으로 인해 이스라엘 경찰 제복 생산을 중단한 지 몇 달 후에 나왔다.
10월 7일 공격 이후 농업 분야의 태국 노동자 약 9,855명, 건설 분야의 4,331명, 간호 분야의 2,997명이 이스라엘을 떠났다. 또한 팔레스타인 노동자 85,000명의 이스라엘 입국 금지로 인해 약 100,000명의 외국인 및 팔레스타인 노동자 부족이 발생했다.
가자 재건에 따른 기후 영향 측면의 탄소 비용은 135개국의 연간 온실가스 배출량을 초과할 것으로 추산되었다.

## 언론 보도
갈등 보도에서 외국 언론은 가자 지구에 대한 접근이 제한적이며 이스라엘 군인의 입회하에만 가능하다. 복스는 뉴스 기관들이 "모든 자료와 영상을 출판 전에 IDF에 제출하여 검토를 받아야 한다"고 보도했다. 이 분쟁으로 인해 수많은 언론인들이 부상하거나 사망했다. 12월 14일, CBS는 국제기자연맹의 성명을 인용하여 "지난 두 달 동안 가자 전쟁에서 사망한 언론인의 수가 20년 동안 지속된 베트남 전쟁에서 사망한 언론인의 수를 넘어섰다"고 보도했다. 국경 없는 기자회는 로마 규정 8.2.b 조항에 따라 이스라엘이 8명의 언론인에 대해 전쟁 범죄를 저질렀다고 비난하며 ICC에 소송을 제기했다. 또한 10월 7일 공격을 취재하던 기자의 살해에 대해 로마 규정 8.2.a 조항에 따라 하마스를 상대로도 소송을 제기했다. 언론인 보호 위원회는 이스라엘이 가자에서 보도하는 언론인과 그들의 가족을 표적으로 삼았다고 비난하며, 적어도 두 건의 경우에 "언론인들이 가족들이 살해되기 전에 이스라엘 관리들과 이스라엘 방위군 장교들로부터 위협을 받았다고 보고했다"고 말했다.

## 내용주
1. ↑  가자 지구 내 493명[12] 서안 지구 내 11명[13]
2. ↑  가자 지구 내 2,751명,[12] 서안 지구 내 92명[14]
3. ↑  포함:
  - 이스라엘 군인 461명, 경찰관 59명, ISA 요원 10명[16]
  - 태국인 12명,[17]
  - 네팔인 10명,[18] 미국인 4명,[19] 아르헨티나인 4명,[20] 태국인 2명,[21][22] 우크라이나인 2명,[23] 캄보디아인 1명,[24] 칠레인 1명,[25][26] 프랑스인 1명,[27] 독일 국적인 1명[28]
4. ↑  포함: 네팔인 17명,[31] 태국인 11명[21] 멕시코인 2명[32]
5. ↑  또한 "이스라엘-하마스 전쟁", "가자 전쟁", "철검 작전"(히브리어: מלחמת חרבות ברזל), "알아크사 홍수 전투"(아랍어: معركة طوفان الأقصى), "10월 7일 전쟁" 등으로도 불린다. 더 자세한 정보는 이름 참조.
6. ↑  2025년 7월 17일 기준 58,380명의 팔레스타인인이 완전히 신원 확인되었다.
7. ↑  이스라엘 총리 베냐민 네타냐후는 성경의 창세기를 연상시키는 "창세기"로 전쟁 이름을 변경하는 것을 지지했다고 전해진다.[66][67] 일부 이스라엘 정치인들은 이 이름 변경을 지지했는데, 이는 "보편성과 새로운 현실과의 연관성, 어둠과 빛, 선과 악, 야만과 문명 사이의 분리" 때문이라고 한다.[67] 이 계획은 국민연합당의 베니 간츠 대표와 이스라엘의 공공 외교국에도 제시되었다.[67]
8. ↑  이스라엘 유엔 대사 길라드 에르단은 구테흐스에게 직접 답변하며 다음과 같이 말했다. "그[구테흐스]를 부끄럽게 생각한다... 9개월 된 아기를 포함해 30명 이상의 미성년자, 그리고 부모가 냉혈하게 살해당하는 것을 목격한 유아와 어린이들이 가자 지구에서 강제로 억류되어 있다. 가자 지구의 문제는 하마스이지, 이 테러 조직을 제거하려는 이스라엘의 행동이 아니다."[579][580]
9. ↑  2023년 12월까지 가자 지구에서 손상되거나 파괴된 건물의 비율은 제2차 세계 대전 중 드레스덴과 쾰른의 피해를 넘어 함부르크 수준에 근접했다.[598][600]
10. ↑  가자시티를 포함한 북부 가자 지구에서는 손상되거나 파괴된 건물의 수가 80%에 달한다.[603]
11. ↑  2024년 10월, 뉴욕 타임스는 가자 지구에서 168,000개의 건물이 손상되거나 파괴된 것으로 추정했다.[604]
12. ↑  10월 7일부터 9월 30일까지 회계연도 동안 이스라엘의 군사 작전 및 관련 미국 작전에 대한 미국 자금 지원의 보수적인 추정치는 227억 6천만 달러로 설정되었다.[715]